# جغرافیای جشن نوروز

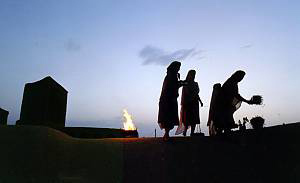
نوروز ۲۰۱۱

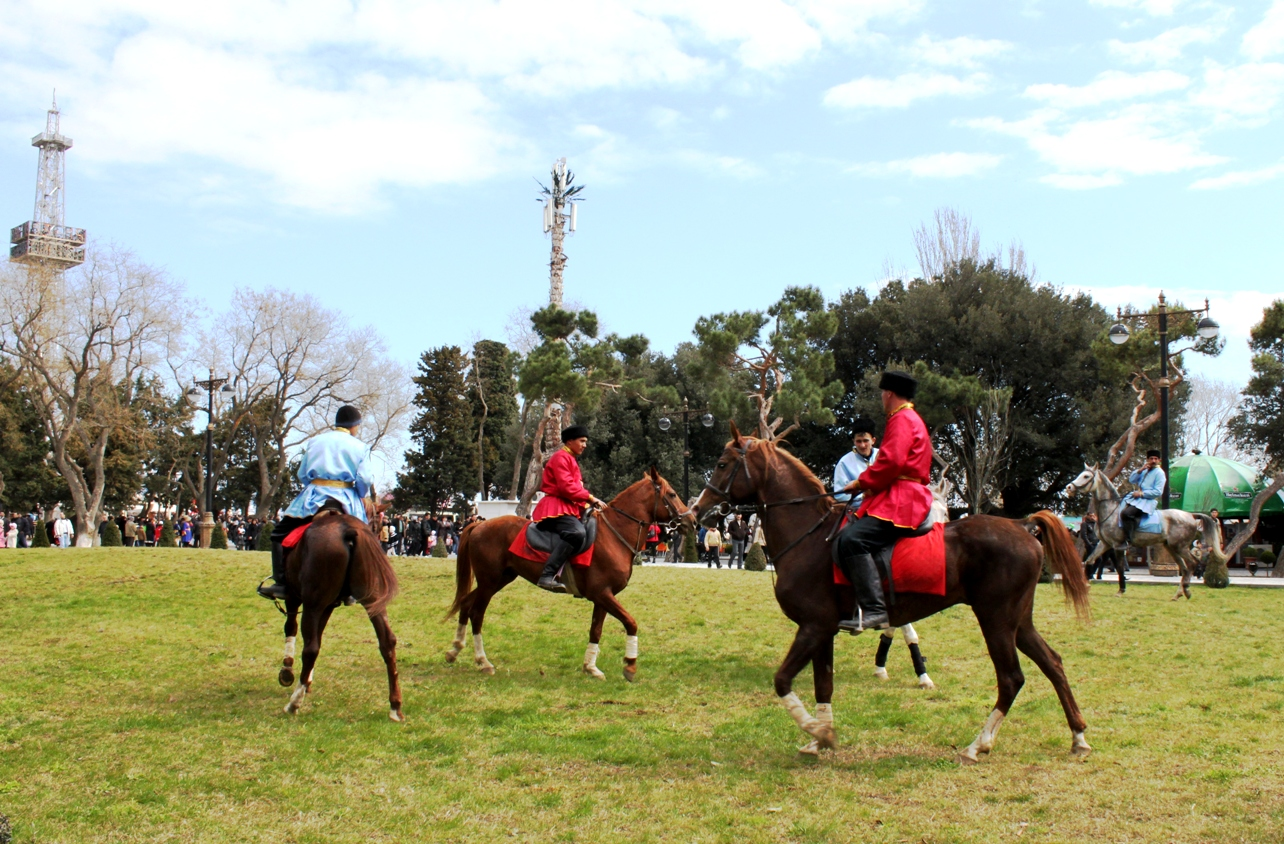
جشن نوروزی در جمهوری آذربایجان

جغرافیای جشن نوروز به مناطق جغرافیایی گفته می‌شود که نوروز در آن جشن گرفته می‌شود. امروزه علاوه بر ایران در کشورهای عراق، هند، افغانستان، تاجیکستان، ازبکستان، آذربایجان، روسیه، قزاقستان، قرقیزستان، آلبانی، ترکیه، ترکمنستان، سوریه، گرجستان، پاکستان و مقدونیه شمالی جشن نوروز برگزار می‌شود.

## جغرافیای جشن نوروز

نوروز در ایران

جغرافیای جشن نوروز به کشورهایی گفته می‌شود که نوروز را جشن می‌گیرند؛ باقر معین، مدیر سابق بخش فارسی بی‌بی‌سی برای یادکرد به همکاری‌های اقتصادی این کشورها در سازمان اکو اصطلاح نوروزستان را پیشنهاد کرده است.
در دوم فروردین سال ۱۳۹۷ محمد حسن طالبیان معاون میراث فرهنگی سازمان میراث فرهنگی، صنایع دستی و گردشگری ایران در گفت وگو با خبرنگار ایرنا گفت: ایران منتظر تقاضای رسمی کشورهای چین و مغولستان برای پیوستن به پرونده ثبت جهانی نوروز است که اکنون ۱۶ کشور عضو و هموند آن هستند. تا پایان سال ۲۰۱۷ میلادی (۱۳۹۶ خورشیدی) ایران به همراه ۱۶ کشورجغرافیای جشن نوروز به مناطق جغرافیایی گفته می‌شود که نوروز در آن جشن گرفته می‌شود.[۱] امروزه علاوه بر ایران در کشورهای عراق، هند، افغانستان، تاجیکستان، ازبکستان، آذربایجان، روسیه، قزاقستان، قرقیزستان، آلبانی، ترکیه، ترکمنستان، سوریه، گرجستان، پاکستان و مقدونیه شمالی جشن نوروز برگزار می‌شود. نوروز را در پرونده مشترکی در یونسکو به ثبت و نگاشتگی جهانی رسانده‌اند.
جغرافیای پهناور نوروز و همزمانی آن با بهار گیتی در نیمکرهٔ شمالی یا اپاختری و پیشینهٔ باستانی آن و انگیزه و پافشاری این جشن بر مردم‌دوستی و مهرورزی در میان جهانیان، بانی نگرش و رویکرد ویژه سازمان ملل متحد و دیگر کشورها به نوروز شد. در ۱۰ مه سال ۲۰۱۰ میلادی، مجمع عمومی سازمان ملل با گذراندن قطع‌نامه‌ای نوروز را بهر بزرگداشت آن بدست بیش از ۳۰۰ میلیون تن در بیش از ۱۱ کشور جهان به رسمیت و آشکاری شناخت.
همچنین همایشی با نام جشن جهانی نوروز پدید آمده است که در آن سران کشورهایی که نوروز را جشن می‌گیرند گردهم می‌آیند و این بهار گیتی را گرامی می‌دارند.
در برخی جاها نیز باآنکه نوروز جشنی رسمی نیست هر ساله شمار بسیاری از مردم مراسم نوروز را برگزار می‌کنند. همانند سوریه که جشن نوروز نزد کردهای ساکن سوریه از ارج و ابروی ویژه‌ای برخوردار است. این جشن امروزه یکی از جشن‌های بنیادین آسیا شناخته می‌شود. نوروز در ۹ کشور ایران، افغانستان، تاجیکستان، جمهوری آذربایجان، ازبکستان، ترکمنستان، قزاقستان، قرقیزستان ، و آلبانی با همین نام تعطیل رسمی است.

## نوروز در جمهوری آذربایجان

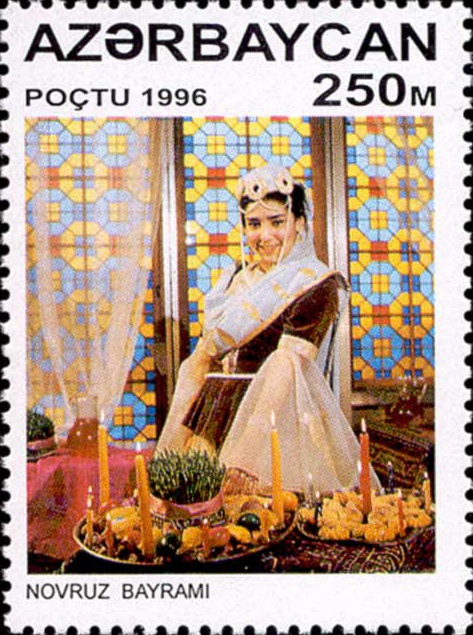
تمبر دولتی در جمهوری آذربایجان با مضمون نوروز

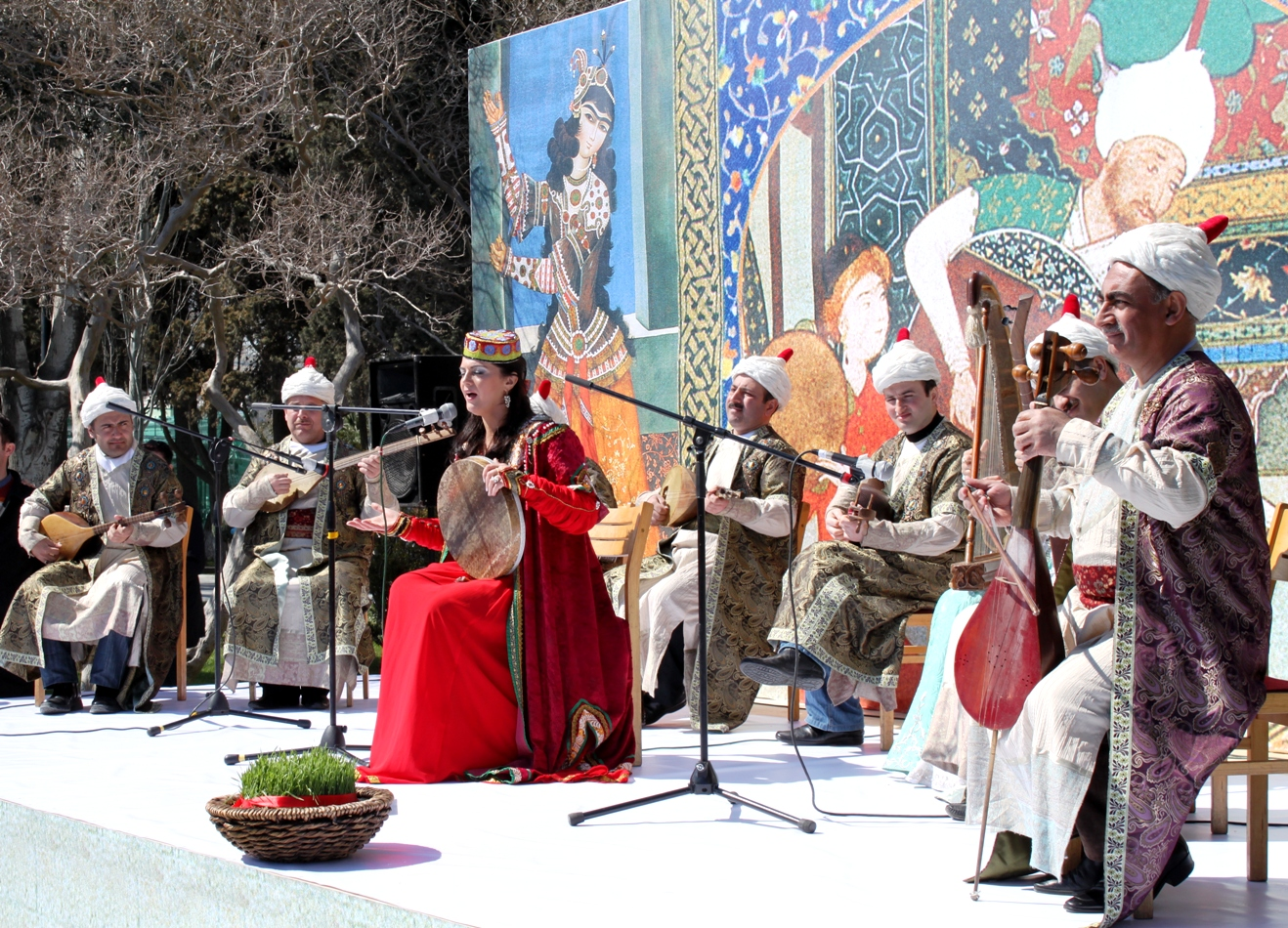
اجرای موسیقی نوروزی

در جمهوری آذربایجان دربارهٔ پیدایش جشن نوروز اسطوره‌ها و افسانه‌های گوناگونی گزارش شده است. چونان اینکه می‌گویند در گزارشی آمده است، سیاوش پسر کیکاووس به کشور افراسیاب رهسپاری می‌کند افراسیاب از وی به گونه شایسته و چشمگیری پذیرایی می‌کند و حتی دخترش را به پیوند زناشویی وی درمی‌آورد و سیاوش به یاد رهسپاری اش از کشور افراسیاب دیوار بخارا را برپا می‌کند؛ ولی دشمنان که از این کرده ناخرسند بوده‌اند میان سیاوش و افراسیاب را برهم زده آن چنان‌که افراسیاب برآن می‌شود که گزیره بر کشتن سیاوش می‌گیرد و پس از کشته شدن سیاوش دستور می‌دهد پیکرش را روی کنگره‌های دیوار بخارا جای دهند. زرتشتیان پیکر وی را برداشته و در زیر دروازه خاوری خاکسپاری می‌کنند و سوگواری بسیاری در نبود سیاوش و مرگش سرودند آن چنان‌که این سروده‌های سوگوارانه میان مردم گسترش یافت و در همین سیاوش ترانه‌های روز خاکسپاری سیاوش را زرتشتیان نوروز نامیدند. یکی از داستانهای مردم و فلکلور آذربایجان دربارهٔ جمشید شاه و جشن نوروز سخن می‌گوید. خمسه نظامی گنجوی نیز در این باره سخن گفته است.

### نوروز
در آیین فال گوش ایستادن دختران نو رسیده در ته دل فالی گرفته و در شب چهارشنبه سوری به روش پنهانی پشت درنیمه باز چشم براه ایستاده و اگر در این هنگام سخن خوب و دلپسندی بشنوند آرزویشان برآورده شده و اگر سخن گزنده و ناگواری می‌شنیدند آرزویشان
انجام پذیر نمی‌گشته است؛ بنابراین بر پایه آیین جشن مردم از بد گویی و سخنان نابجا دوری می‌جویند.
در میان برنامه‌ها و آیینهای نوروزی برنامه ای همچون فرسته کردن خوان سمنو از سوی داماد به خانه نامزدش، انداختن کلاه پوستین به درها، آویزان کردن کیسه و توبره از سوراخ بام یا پنجره در شب جشن نوروز و درخواست پاداش و ارمغان جشن در این سرزمین رواگ داشته است.
در جمهوری آذربایجان رویه بر این است که پیش از رسیدن نوروز پوشاک نو خریده به خانه و سرای سر و سامان داده فرش و پلاس نو بافته و به پیشواز نوروز می‌روند.

### جشن نوروز
مردم جمهوری آذربایجان به چیم (سبب) باور به آیین و بزم نوروز برای با شکوه تر انجام شدن جشن نوروز برای این بزم بسیچ و آماده‌سازی ویژه‌ای می‌بینند. همانند: سرودن ترانه‌ها پیش از نوروز، فراهم سازی گستره شادی روزهای نوروز، فراهم کردن ابزار و مواد نیاز داشته برای پهن هفت سین، فراهم سازی چیستان‌های نوروزی، ستایش و نفرین‌های نوروزی، پند و اندرز نوروزی، باورهای نوروزی، خوی‌های نوروزی، دیدنی‌های نوروزی، آزردنی‌های نوروزی و انجام آیین و بزم نوروزی.

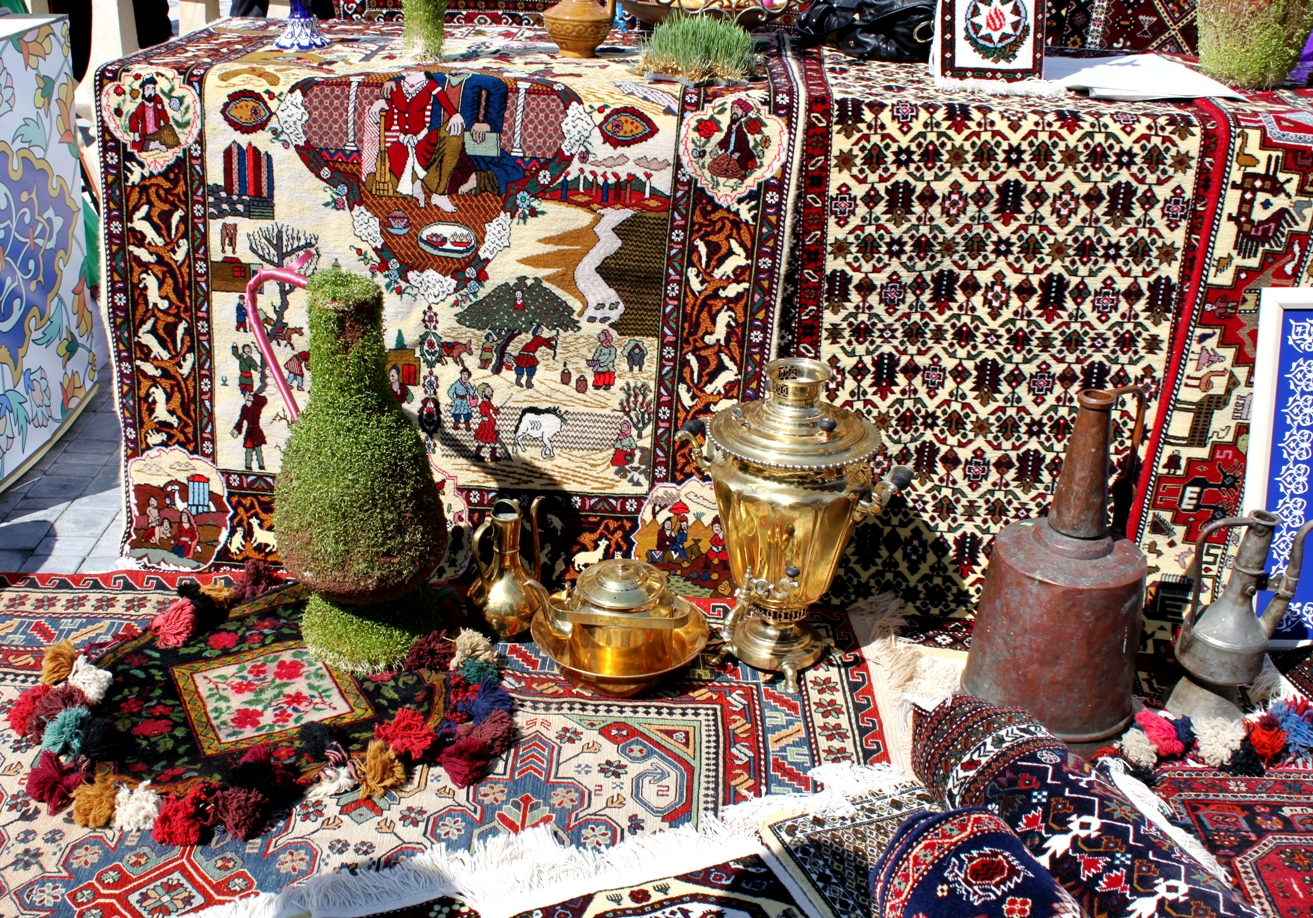
هفت سین

سفره هفت سین جمهوری آذربایجان از هفت خشیج یا عنصر که نامشان با واک سین آغاز می‌شود، برساخته شده است. با این دگرگشتی که نامها بر پایه نام آن‌ها در ترکی آذربایجانی گزینش می‌شوند. البته این دگرگشت چندان دگرگونگی در سفره یا خوان نوروزی پدیدار نمی‌کند چرا که نامها بیشتر این خشیجها پارسی است. همانند اینکه این خوان در بوم‌های گوناگون آذربایجان ب گونهٔ گوناگونی فراهم می‌شود.
سفره هفت سین در جمهوری آذربایجان کمابیش از پدیده‌های زیر برساخته شده است:
- سوماق، نشانه آفتاب
- سکه، نشانه شانس
- سمنو، شیرینی، فراوانی و باروری گیتی
- سبزه، پاکی و خوشبختی
- ساری کوک (زردچوبه)، شیرینی زندگی
- سوُت (شیر)، تندرستی و زیبایی
- سو (آب)، زایش تازه و زندگی

بشاید است به جای زردچوبه و شیر از سرکه و ساریمساق (سیر) نیز استفاده گردد. افزون بر این در سفره آینه‌ای که دور آن رنگ آمیزی شده است جای می‌دهند.

### تعطیلات
در جمهوری آذربایجان نوروز بر پایه گاهشمار خورشیدی جشن گرفته می‌شود اگر سالی کبیسه باشد روز ۲۲ مارس به برنام روز جشن گرفته می‌شود. در این کشور همانند ایران از ۲۹ اسفند تا ۴ فروردین (۲۰ مارس تا ۲۴ مارس) تعطیل رسمی است ولی کمابیش دولت چند روز به این تعطیلات افزوده می‌کند برای نمونه در سال ۲۰۱۰ این تعطیلات ۷ روز بود. همچنین گفتنی است که در آغاز سال نو میلادی تنها یک روز در این کشور نهادها و سازمانها و خود کشور بسته است.

## نوروز در ازبکستان
در ازبکستان، نوروز هر ساله در روز ۲۱ مارس جشن گرفته می‌شود و در آن هنگام تعطیلی رسمی در کشور برقرار است. مقامات دولتی در این روز جشن‌هایی با حضور سفیران خارجی برپا می‌کنند و به مناسبت نوروز پیام تبریک می‌فرستند.
اگرچه به دلیل مبارزه حکومت کمونیستی ازبکستان در دهه‌های گذشته با آیین نوروزی بعضی از آیین‌های آن به فراموشی رفته‌اند، سبزه و سمنو درست کردن و هدیه دادن آن به دیگران از جمله کارهایی است که مردم ازبکستان در هنگام نوروز انجام می‌دهند. چهارشنبه سوری و سیزده به در در این کشور دیگر انجام نمی‌شود، ولی از روی آتش پریدن هنوز در برخی روستاها رایج است.
پختن سمنو در ازبکستان بسیار میان مردم رواج دارد و مردم در کنار دیگ سمنوی جوشان اقدام به رقص و خواندن شعر می‌کنند:
| سمنک در جوش است، ما کفچه زنیم |  | دیگران در خوابند، ما دفچه زنیم |

از جمله دیگر آداب نوروز در این کشور، برگزاری مراسم آوازخوانی، مسابقه، نمایش، و کاشتن درخت است.

## نوروز در افغانستان

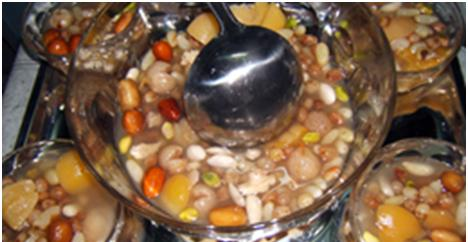
هفت میوه

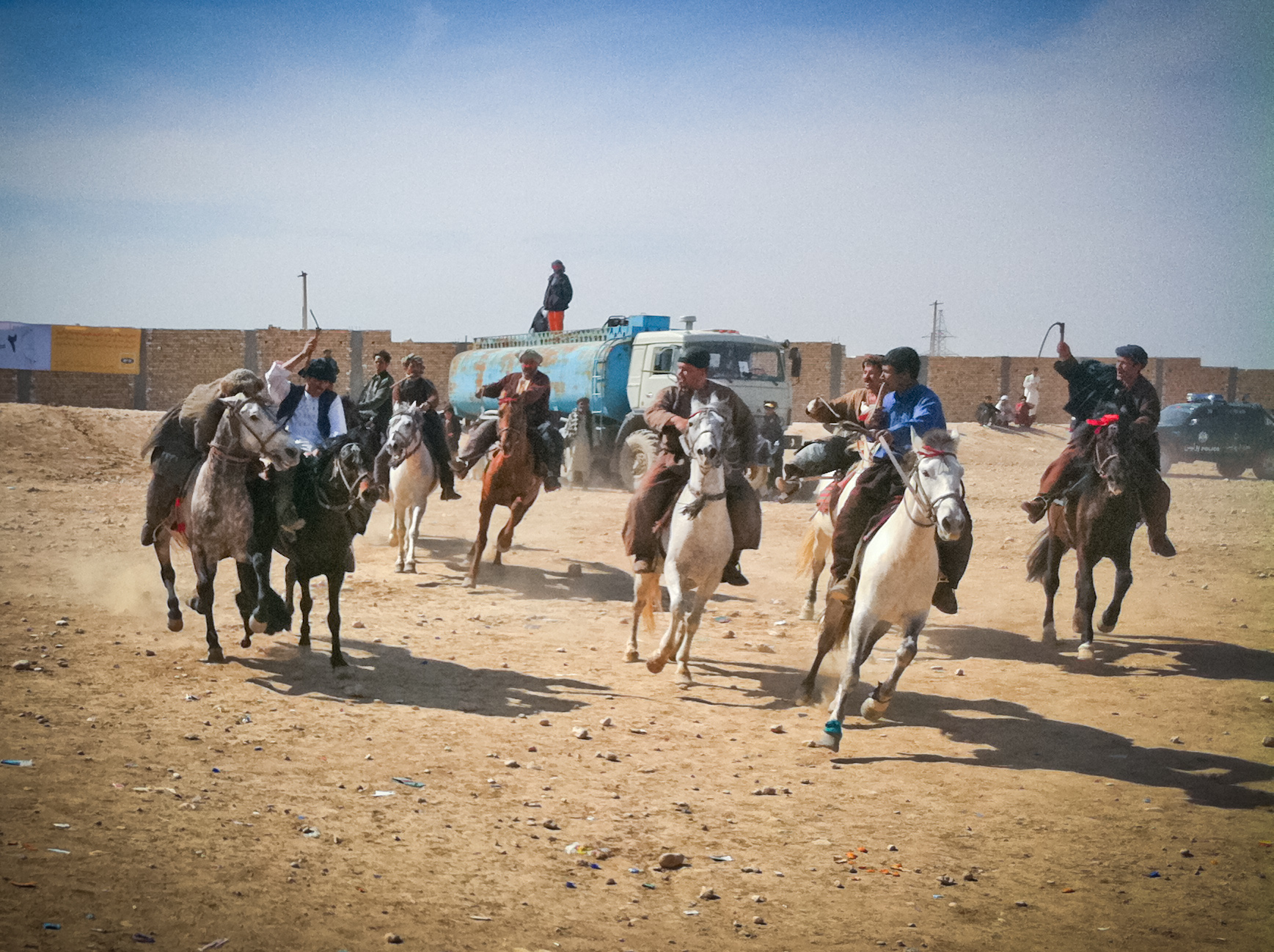
بزکشی

از آیینهای نوروزی در سرزمین بلخ می‌توان به شستشوی فرش‌ها و شال‌ها و قالی‌های خانه و زدودن گرد و غبار و همچنین زدن سبزه بر سردر خانه‌ها و حنا کردن دستها و پختن کیک و کلوچه خرمایی و نانهای روغنی و پختن سمنو و پوشیدن جامه نو و رفتن به پیش خویشاوندان برای دیدار یکدیگر پیش از آمدن نوروز و انجام مسابقات و هماوردیهای گوناگونی چونان بزکشی، شتر جنگی، شتر سواری، قوچ جنگی و کشتی ویژه مردمان این سرزمین یادکرد نمود.

## نوروز در ترکیه
نوروز در ترکیه توسط کردها،علویان (ترکیه) و ایرانیان ترکیه جشن گرفته می شود. به طور کلی این جشن در دهه های ابتدایی تشکیل جمهوری ترکیه با ممنوعیت هایی همراه بوده اما از دهه ۱۹۹۰ به بعد، نوروز به تدریج به عنوان بخشی از میراث فرهنگی ترکیه به رسمیت شناخته شد. در سال ۱۹۹۵، نوروز برای اولین بار به طور رسمی در شهرهای کردنشین ترکیه جشن گرفته شد.
در سال ۲۰۰۹، یونسکو نوروز را به عنوان یک جشن جهانی و میراث فرهنگی ناملموس بشریت به رسمیت شناخت. این اقدام به رسمیت یافتن نوروز در ترکیه نیز کمک کرد. در سال ۲۰۱۰، دولت ترکیه نوروز را به عنوان یک جشن ملی در تقویم رسمی کشور ثبت کرد. با این وجود در سال های مختلف به بهانه هایی همچون امنیت ملی برگزاری این جشن با ممنوعیت هایی همراه بوده.

## نوروز در پاکستان
در پاکستان نوروز را «عالم افروز» یعنی روز تازه رسیده که با ورود خود جهان را روشن و درخشان می‌کند، می‌نامند.
در میان مردم این سرزمین تقویم و روز شمار یا سالنمای نوروز از اهمیت خاصی برخوردار است. بدین جهت گروه‌ها و دسته‌های مختلف دینی و اجتماعی در صفحات اول تقویم‌های خود به تفسیر و توضیح نوروز و ارزش و اهمیت آن می‌پردازند و این تقویم را در پاکستان (جنتری) می‌نامند.
از آداب و رسوم عید نوروز در میان مردم پاکستان می‌توان به خانه تکانی یا به عبارتی پاکیزه کردن خانه و کاشانه و پوشیدن لباس و تهیه نمودن انواع شیرینی مثل (لدو) گلاب حامن، رس ملائی، کیک، برفی، شکرپاره، کریم رول، سوهان حلوا، و همچنین پختن غذاهای معروف این ایام و عیدی دادن و گرفتن و دید و بازدید اقوام اشاره نمود.
در ایام نوروز مردم پاکستان از گفتار نامناسب پرهیز نموده و با نواختن و نوازش یکدیگر با احترام و اخلاص یکدیگر را نام می‌برند. همچنین سرودن اشعار نوروزی به زبان‌های اردو، دری و عربی در این ایام مرسوم است که بیشتر در قالب قصیده و غزل بیان می‌شود.
پاکستانی‌ها بر این باورند که مقصد نوروز، امیدواری و در امن و صلح و آشتی نگهداشتن جهان اسلام و عالم انسانیت است تا آنجا که آزادی و آزادگی، خوشبختی و کامیابی، محبت و دوستی و برادری و برابری همچون بوی خوش گل‌های بهاری در دل و جان مردمان جایگزین می‌گردد.
.
ایرانیان مقیم پاکستان نیز در اولین روز بهار در مراکز دیپلماتیک ایران در شهرهای ˈاسلام‌آباد، راولپندی، پیشاور، لاهور، کویته، کراچی و حیدرآبادˈ مراسم عید نوروز و تحویل سال نو را با برپایی جشن‌هایی برگزار می‌کنند.

## نوروز در هندوستان

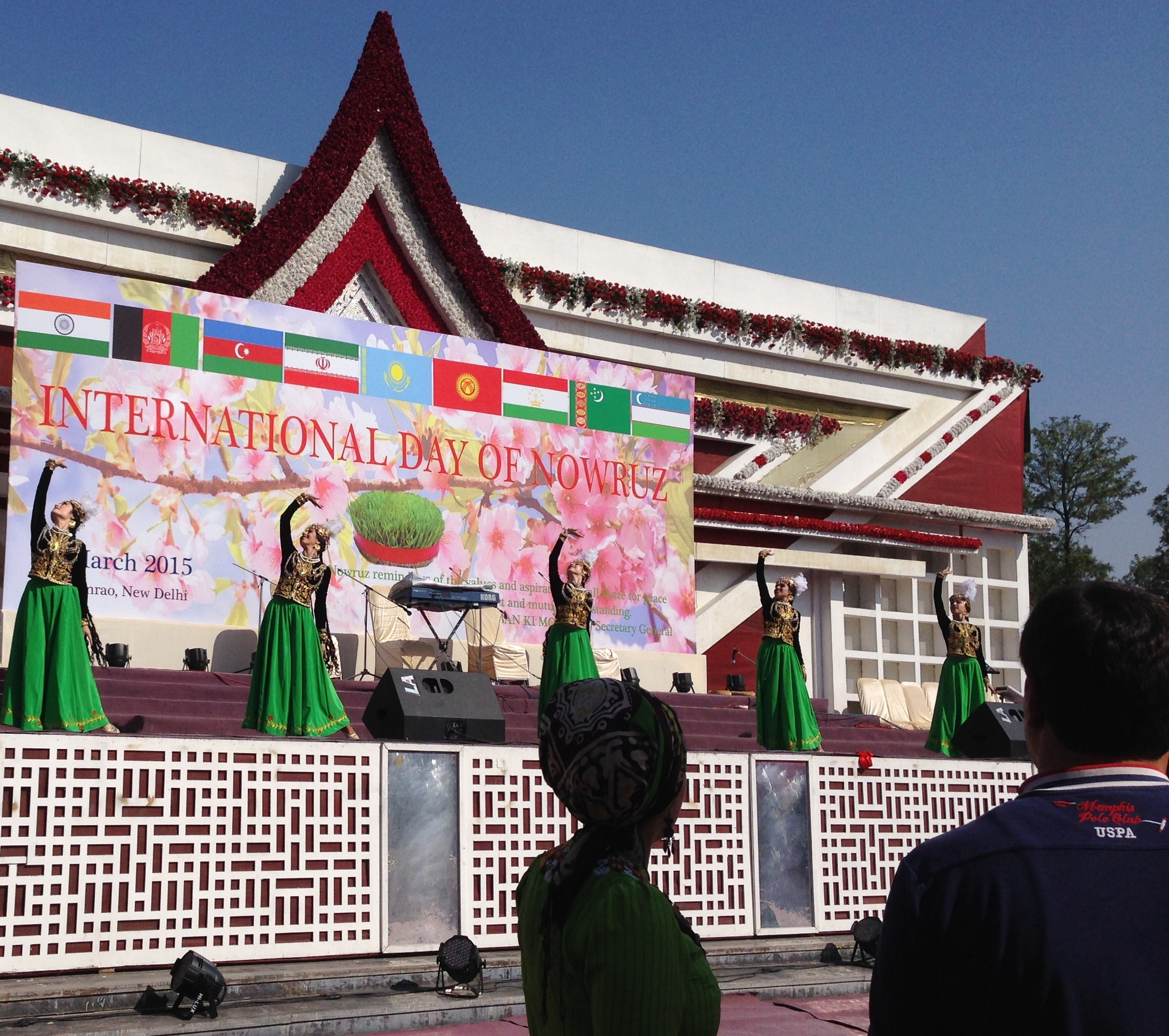
نوروز ۱۳۹۴ در دهلی

بر اساس کتاب نقش پارسی بر احجار هند در هندوستان در دوره گورکانیان مراسم نوروز در دربار برگزار می‌شده است اگرچه در دو قرن اخیر نوروز رسمیت ندارد اما در شهر لکنو برگزاری نوروز همواره برگزار شده است در شهر لکنو روز نوروز مراسم مهمی برای شیعیان است آن‌ها در روز نوروز جشن برگزار می‌کنند اساس این مراسم را در این موضوع می‌دانند که علی در روز نوروز به امامت رسیده است منبع این حدیث به منابع اهل سنت برمی گردد که نوشته‌اند علی روز نیروز به امامت رسید.
بر سقف تالار آشوکای کاخ راشتراپاتی ریاست جمهوری هند (بزرگ‌ترین مجموعه کاخ‌های جهان ساخته دوره استعمار) دو شعر در مورد نوروز نقاشی شده که با جملات زیر شروع می‌شود.
- صحرا رخ خود ز ابر نوروز بشست - این دهر شکسته‌دل به نو گشت درست.
- همیشه تا که ز تأثیر ابر نوروزی. چمن شود ز ریاحین چو جنّت المأوی.

نگاهی به تاریخ هند نشان می‌دهد که نوروز ریشه طولانی در فرهنگ این منطقه دارد، اما تنها از آغاز سلطنت حاکمان اسلامی در هند (زمان حکومت مغول‌ها) بر این سرزمین، نوروز شکوه جشنی ملی را داشته است. ابوالفتح جلال الدین محمد اکبر(۱۶۰۵–۱۵۴۲م) نقش مهمی در اشاعه فرهنگ ایرانی در سرزمین هند داشت. او در سال ۹۹۲ هجری (۱۵۸۴م)، تقویم اسلامی را منسوخ و تقویم خورشیدی ایرانیان را به جای آن رواج داد. اکبر بزرگ که زندگی‌نامه رسمی خود را به فارسی نوشته است، چنین توصیف می‌کند که با زنده کردن جشن‌های کهن که به مدت هزار سال از شیوع افتاده بود، شادی به خاطره‌های مکدر و غمگین بازگردانده شد. او در یادداشت‌های خود، دلیل این اقدام را ابتقای مرضیات الهی خوانده است. جشن‌های نوروز در سلطنت ۱۸ ساله جهانگیر، پسر اکبر شاه (۱۶۲۷–۱۶۰۵م) که بر هند و پاکستان حکومت می‌کرد، هر سال از ابتدای فروردین تا هجدهم جشن نوروز برپا می‌شد و روز نوزدهم با برگزاری «جشن شرف» پایان می‌یافت. بر اساس اسناد تاریخی موجود، نورجهان، ملکه ایرانی این دربار از منجمین می‌خواسته که رنگ مربوط به سال را به او بگویند تا دیوارها، پرده‌ها، فرش‌ها، لباس کنیزها و … را به همان رنگ تغییر دهد. در دربار پسر جهانگیر، یعنی شاه جهان، (۱۶۵۸–۱۶۲۸) که سازنده تاج محل است هم برگزاری نوروز ادامه یافت، اما نوروز در زمان محی الدین اورنگ زیب (جانشین شاه جهان)، که مسلمانی متعصب و مقتصد بود، متوقف شد.
در سراسر هند یک جشن ملی بسیار مهم برگزار می‌شود که به آن هولی می‌گویند این جشن بسیار شباهت به نوروز دارد فلسفه این جشن تازه شدن فصل است و زمان آن اولین کامل شدن قرص ماه در پایان فصل سرما است معمولاً این روز بین ۲۵ اسفند تا ۵ فروردین برگزار می‌شود.
.
در این کشور آیین نوروز با مذاهب مختلف این کشور نیز گره خورده است. جشن هولی همان جشن نوروز در میان مردم هندوستان است. این جشن به مدت پنجاه روز در فصل بهار برگزار می‌شود. هندیان در معابد هر روز از گولال، پودر رنگی، برای استحمام مذهبی خدایان استفاده می‌کنند. آیین این جشن طی دو روز به انجام می‌رسد. در روز اول در هنگام غروب یا شب هنگام آتشی بزرگ روشن می‌شود. قبل از آن، آتش بزرگ دیگری بر روی مکانی که از قبل آماده شده، روشن می‌شود و تمثالی از هولیکا که از خیزران و بوریا ساخته شده در حرکتی دسته جمعی و منظم به همراه خوانندگان و نوازندگان محلی به وسیله برهمن‌ها به محل حمل می‌شود. تمثال در وسط آتش گذارده می‌شود و دستیار برهمن هفت بار آن را طواف می‌کند و قبل از اینکه آن را آتش بزنند، اشعاری را در ستایش هولی ذکر می‌کند. در ایالت پنجاب، «سیک» ها مراسم «هولاموهالا» را یک روز بعد از مراسم هولی با شادمانی فراوان برگزار می‌کنند. مردم استان پنجاب نیز تقریباً دو هفته پیش از هولی، یعنی در اواسط ماه فوریه به همین صورت جشنی برپا می‌کنند. در آن روز بچّه‌های ده دوازده ساله، چه دختر و چه پسر، در حضور عابرین به مناسبت جشن، ترانه می‌خوانند و عیدی می‌گیرند و آن را «لهری» می‌نامند، و با پولی که از عیدی جمع می‌شود، شیرینی می‌خرند و آن را میان دوستان و خویشاوندان پخش می‌کنند. تقریباً شش ماه بعد از آن، در آغاز فصل پاییز، جشنی شبیه نوروز می‌گیرند و به جای هفت سین در مقابل مجسمه زن خدای ثروت، لکشمی، شیرینی می‌گذارند و تمام شب به این امید بیدار می‌مانند که شاید آن زن خدا به خانه‌شان سری بزند و آن‌ها از وی پذیرایی کنند.
آیین نوروز هم‌زمان با ورود ایرانیان به هندوستان از حدود یک هزار سال در هندوستان سابقه دارد و همچنان در مناطق زیادی از هندوستان جشن‌های نوروز همچون ایرانیان گرامی داشته می‌شود. در کشمیر هند گروهی از هندوهای این منطقه از دیرباز هم‌زمان با نوروز، جشنی به نام (نوره) برگزار می‌کنند که شباهت زیادی با نوروز ایرانیان دارد.
تهیه لباس‌های نو، طبخ غذاهای متنوع، تزیین خانه و محله، برگزاری مراسم جشن و شادمانی و دید بازدید از اقوام و فامیل از جمله آیین‌های جشن نوروز در هندوستان به‌شمار می‌آید. دوره گورکانیان از نظر پیشرفت و ترویج فرهنگ و زبان فارسی و ایرانی در هندوستان دوره طلایی محسوب می‌شود و در همین دوره جشن نوروز در این کشور رسمیت پیدا می‌کند و به عنوان یک جشن محبوب پذیرفته می‌شود. در زمان سلطنت اکبرشاه در هندوستان نوروز ۱۸ روز ادامه پیدا می‌کرد و روز نوزدهم با برگزاری جشن شرف به پایان می‌رسید.
در حال حاضر هزاران ایرانی و فارسی‌زبان که از گذشته‌های دور به هندوستان مهاجرت کرده‌اند در این کشور زندگی و آیین‌های نوروز را برگزار می‌کنند.

## نوروز در تاجیکستان

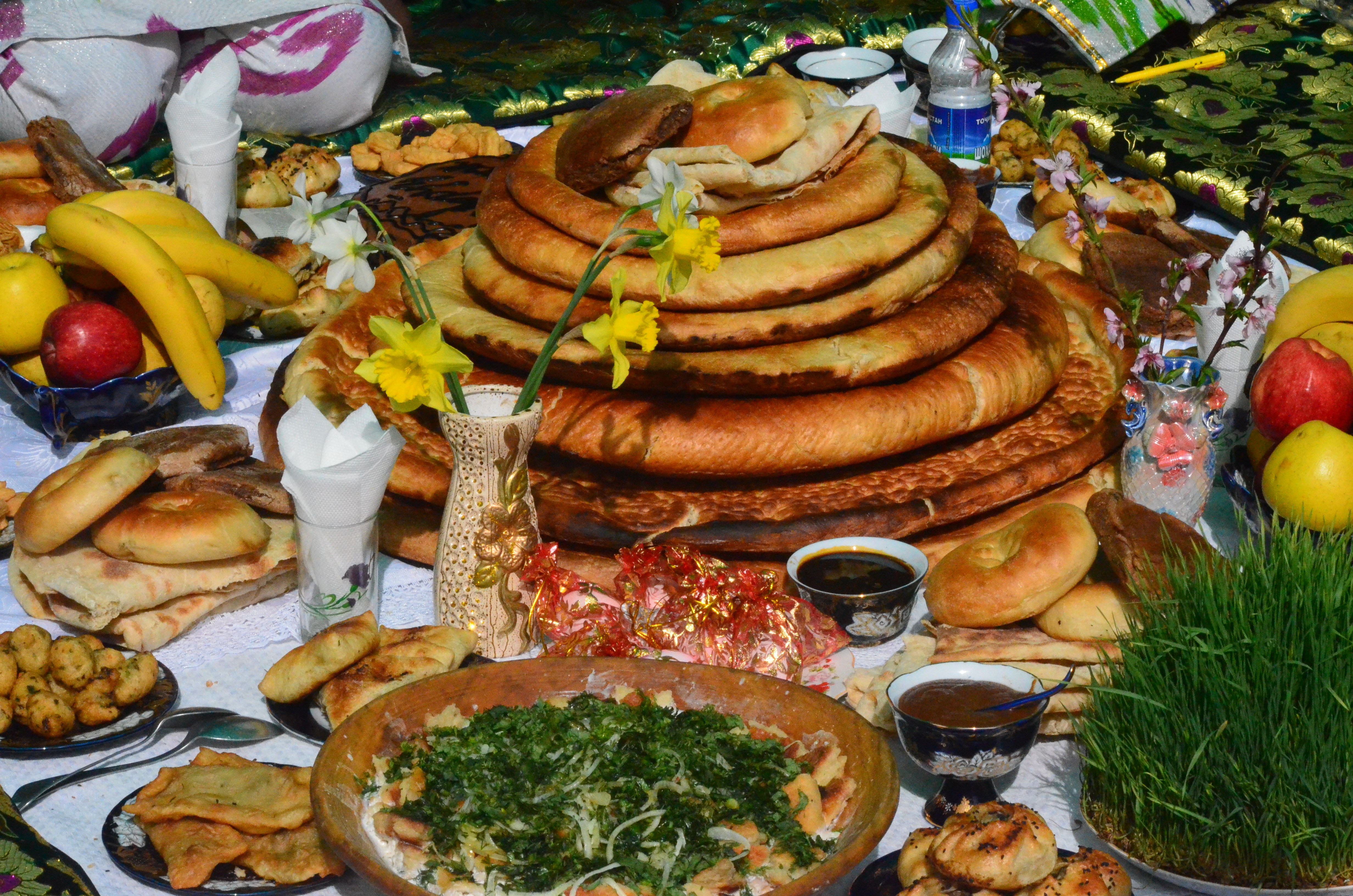
میز نوروز در تاجیکستان

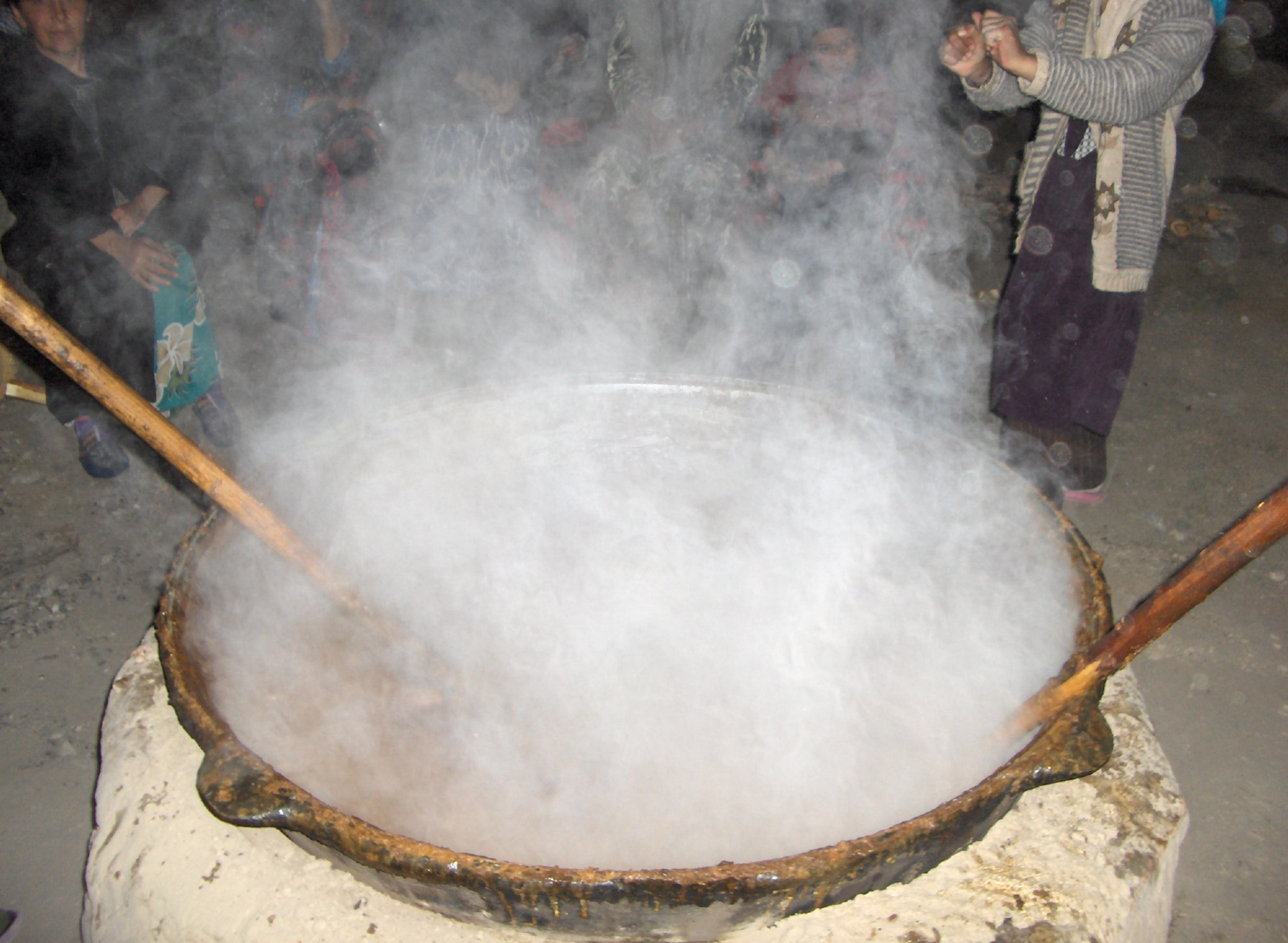
سوملک (سمنو)

جشن نوروز برای مردم تاجیکستان به ویژه بدخشانیان تاجیکستان جشن ملی نیاکان است و از آن به عنوان رمز دوستی و زنده شدن کل موجودات یاد می‌کنند و به نام خیدیر ایام یعنی جشن بزرگ معروف است.
مردم تاجیکستان به ویژه بدخشانیان تاجیک در ایام عید نوروز خانه را پاک کرده و به اصطلاح خانه تکانی می‌کنند، همچنین ظروف خانه را کاملاً" شسته و تمیز می‌کنند تا گردی از سال کهنه باقی نماند و برابر رسم دیرینه نوروز قبل از شروع عید نوروز بانوی خانه وقتی که خورشید به اندازه یک سر نیزه بالا آمد دو جارو را که سرخ رنگ است و در فصل پاییز از کوه جمع‌آوری کرده‌اند و تا جشن نوروز نگاه داشته‌اند در جلوی خانه راست می‌گذارند. چون رنگ سرخ برای این مردم رمز نیکی و پیروزی و برکت است. پس از طلوع کامل خورشید هر خانواده‌ای می‌کوشد هر چه زودتر وسایل خانه را به بیرون آورده و یکپارچه قرمز را بالای سردر ورودی خانه بیاویزد که این معنی همان رمز نیکی و خوشی ایام سال را دارد. سپس وسایل در داخل خانه مرتب چیده و با باز کردن در و پنجره هوای نوروزی و بهاری را که معتقدند حامل برکت و شادی است وارد خانه می‌کنند.
در این سرزمین پختن شیرینی ویژه و غذاهای متنوع جزو رسم و رسوم این ایام است، همچنین برگزاری مسابقه‌هایی مانند تاب بازی، تخم مرغ بازی، کبک جنگی، خروس جنگی، بزکشی، کشتی محلی نیز در این ایام به شادی آن می‌افزاید و یکی از غذاهای معروف این ایام باج نام دارد در این غذا کله پاچه گوسفند را با گندم پخته و دیگران را با آن مهمان می‌کنند.

## نوروز در ترکمنستان
در کشور ترکمنستان طبق رسم قدیم و جدید دو بار در سال جشن نو گرفته می‌شود. یکی از این جشن‌ها با استناد به تقویم میلادی که به تأیید سازمان ملل رسیده به عنوان جشن بین‌المللی (سال نو) شناخته می‌شود و دیگری برگزاری عید نوروز به نشانهٔ احیای دوبارهٔ آداب و رسوم دیرینه مردم ترکمنستان است.
مردم ترکمنستان عقیده دارند زمانی که جمشید به عنوان چهارمین پادشاه پیشدادیان بر تخت سلطنت نشست آن روز را نوروز نامیدند.
مردم ترکمنستان در این ایام با پختن غذاهای معروف نوروزی مانند: نوروز کجه، نوروز بامه، سمنی (سمنو) و اجرای بازی‌های مختلف توسط جوانان ترکمن حال وهوای دیگری به این جشن و شادی می‌دهند.
در ایام نوروز مسابقات مختلفی در ترکمنستان برگزار می‌شود که می‌توان به مسابقات اسب دوانی، کشتی، پرش برای گرفتن دستمال از بلندی، خروس جنگی، شاخ زنی میش‌ها، شطرنج بازی، مهره بازی، تاب بازی اشاره نمود.
دید و بازدید در ایام نوروز در میان مردم ترکمن از جایگاه و منزلت خاصی برخوردار می‌باشد.

## نوروز در کردستان

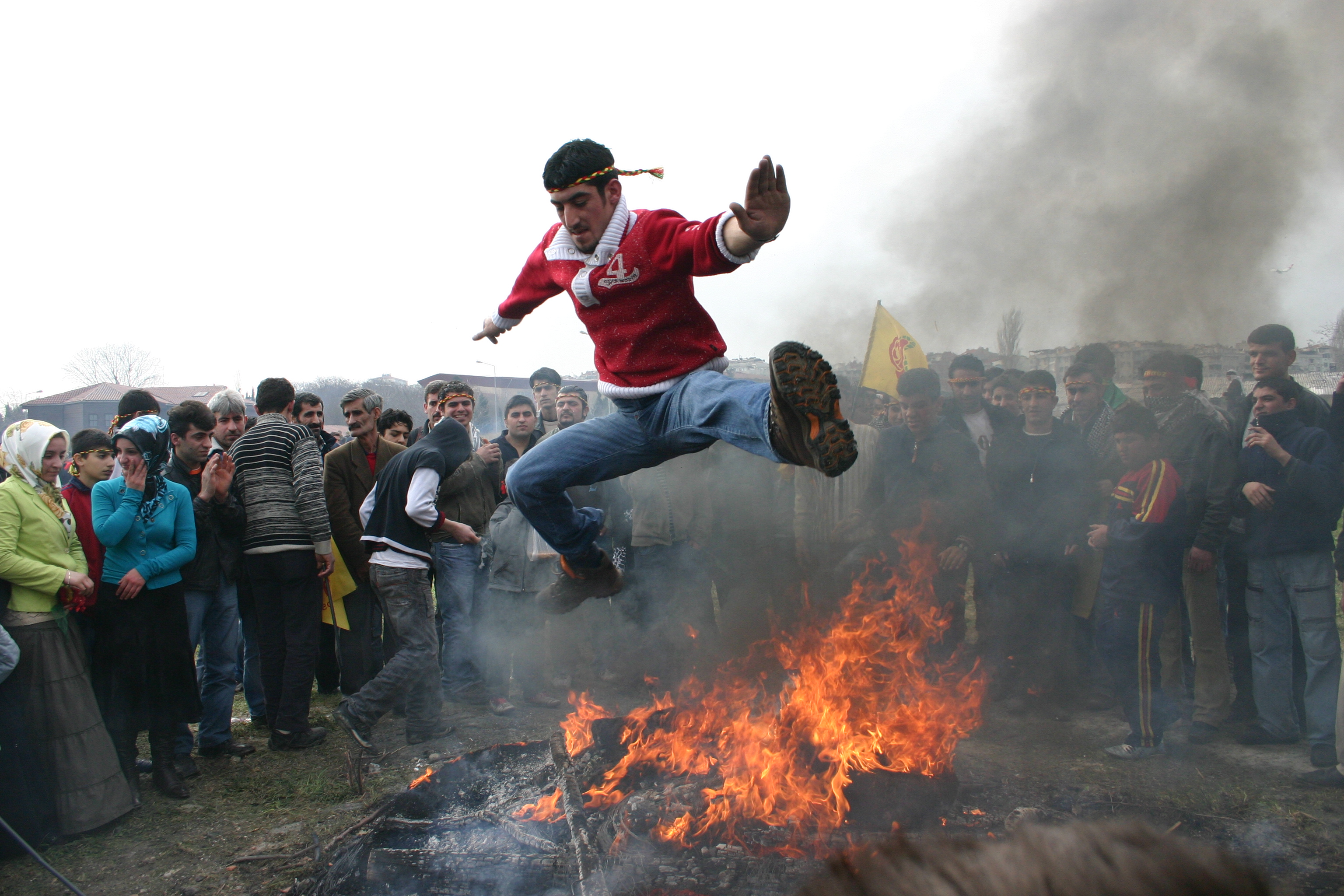
نوروز در استانبول

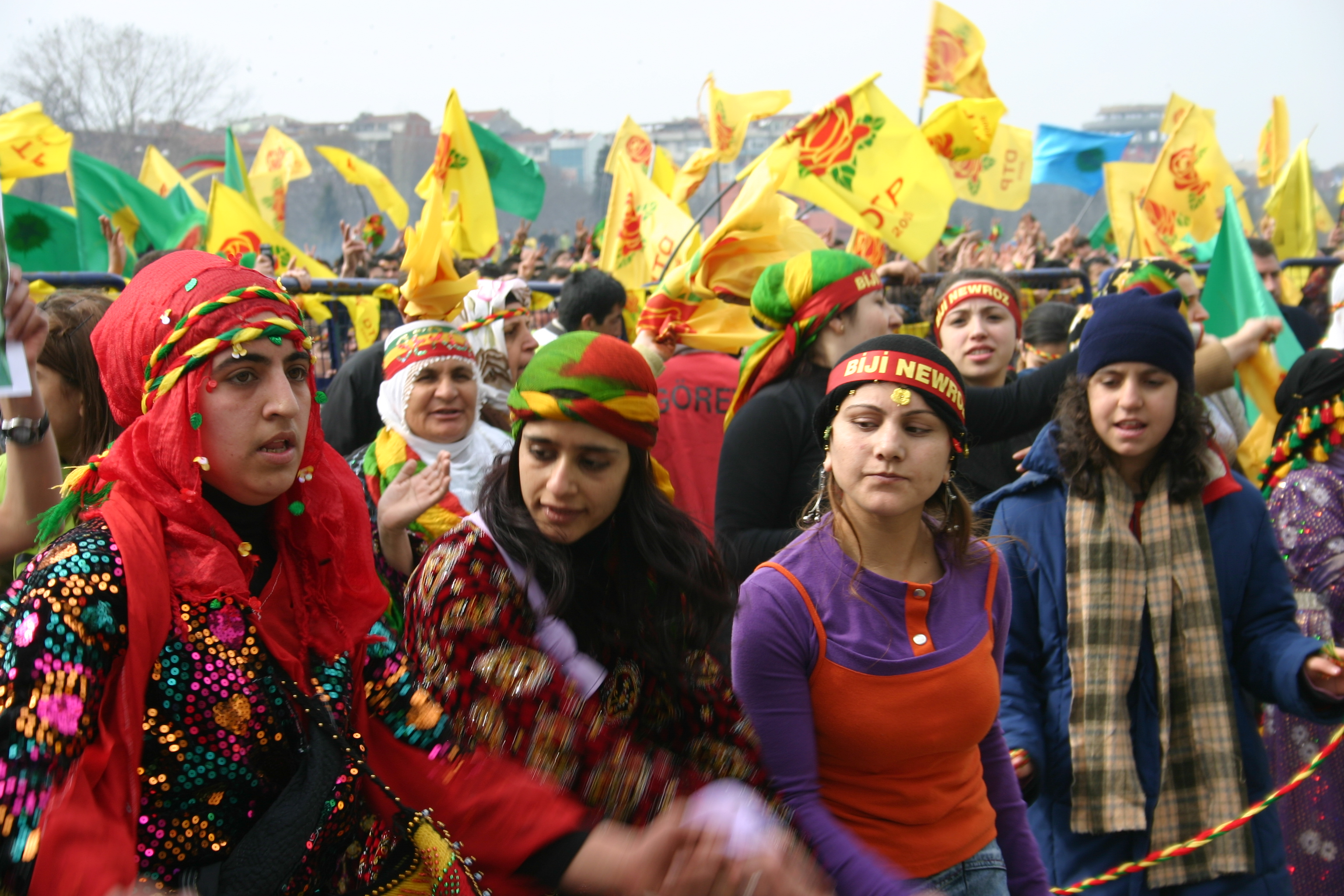
نوروز در استانبول

موسی آنتر نویسنده کرد معتقد است که قبلاً جشن نوروز در میان کردها در ۳۱ ماه اوت برگزار می‌شده است اما با قبول اسلام و پذیرش تقویم اسلامی این جشن به فروردین منتقل شده است.
کردهای ترکیه سال‌ها برای به رسمیت شناخته شدن نوروز در این کشور تلاش کردند.
نوروز در ترکیه خاص نواحی شرقی آن کشور است و از اعیاد ملی کردها محسوب می‌شود. در شهرهای جنوب شرقی ترکیه، مانند دیاربکر، اورفا، ماراش، و مرسین، نوروز مراسم باشکوهی دارد که بیشتر نماینده و منعکس‌کننده فولکلر مردم آن نواحی است.
از ویژگی‌های آن یکی نواختن پر سر و صدای سورنا و دهل و دیگری ایراد سخنرانی‌های آتشین در کنار کپه‌های آتش است. این آئین‌ها در میدان‌های بزرگ و اصلی شهرها و روستاها برگزار می‌گردد و جمعیت انبوهی از زن و مرد، در حالی که دست هم را می‌گیرند، به دور کپه‌های آتش به رقص و پایکوبی می‌پردازند. در خانه‌ها پختن شیرینی‌های خانگی و غذاهای خاص نوروز از سنت‌های دیگر مراسم نوروزی است.
در غرب آن کشور تا همین اواخر خانواده‌های کرد آئین‌های نوروز را در داخل خانه‌ها و به‌طور خصوصی برگزار می‌کردند، چون اساساً دولت ترکیه منکر وجود یک اقلیت چند میلیونی کرد در آن کشور بود و آن‌ها را «ترکان کوهستانی» می‌نامید. افزون بر انکار حقوق قومی و فرهنگی آن‌ها، در قوانین اساسی کشور، مردم عادی نیز آن‌ها را غیرخودی و بیگانه می‌انگاشتند. به‌طوری‌که در شهرهای غربی، مانند آنکارا، استانبول، و ازمیر، اگر کردی بی احتیاطی می‌کرد و در کوچه و بازار به زبان مادری خود سخن می‌گفت، بسیار احتمال داشت که عواقب وخیم آن دامانش را بگیرد.
اما از اواسط دهه ۱۹۸۰ به این سو و با بالا گرفتن اعتراضات کردها، به ویژه با پیدایش حزب کارگران کردستان، برگزاری مراسم نوروز در ترکیه نه فقط صورت علنی و آشَکار به خود گرفت، بلکه آئین‌های آن به یک نماد اعتراضی درآمد و به وسیله‌ای برای ابراز مخالفت با سیاست‌های دولت تبدیل شد و شکل نوعی پرچم سیاسی گرفت.
از آن پس هر سال در میدان‌های شهرها انبوه جمعیت کردان به دور کپه‌های آتش گرد می‌آمدند و به سیاست‌های تبعیض‌آمیز و شرایط اجتماعی و اقتصادی حاکم بر شرق کشور اعتراض می‌کردند. به تدریج، با افزایش تعداد کپه‌های آتش و بالا گرفتن شعله‌های آن‌ها، شعارها هم تندتر شد و گه گاه تمایلات جدائی خواهانه هم در میان آن‌ها به گوش رسید.
در زمان نخست‌وزیری خانم تانسو چیلر، که مذاکره برای پیوستن ترکیه به اتحادیه اروپا وارد مراحل تازه‌ای شد، آن اتحادیه در صدر فهرست اصلاحاتی که انجام آن‌ها را از ترکیه خواستار شد، به رسمیت شناختن حقوق اقلیت‌ها بود. مضافاً این که یک فرستنده تلویزیون کردی به نام «روژ»، که برنامه‌های آن از اروپا به وسیله ماهواره پخش می‌شد، دولت ترکیه را ناچار به قبول واقعیت حضور کردها در جامعه کرد، و از آن پس آشکار شد که یک اقلیت قابل ملاحظه، که به علت فقدان آمار رسمی جمعیت آن را بین ۱۲ تا ۱۵ میلیون می‌زنند، در جامعه وجود دارد و این جمعیت عظیم دارای زبان و فرهنگ و آئین‌های متفاوتی است.

## نوروز در قرقیزستان

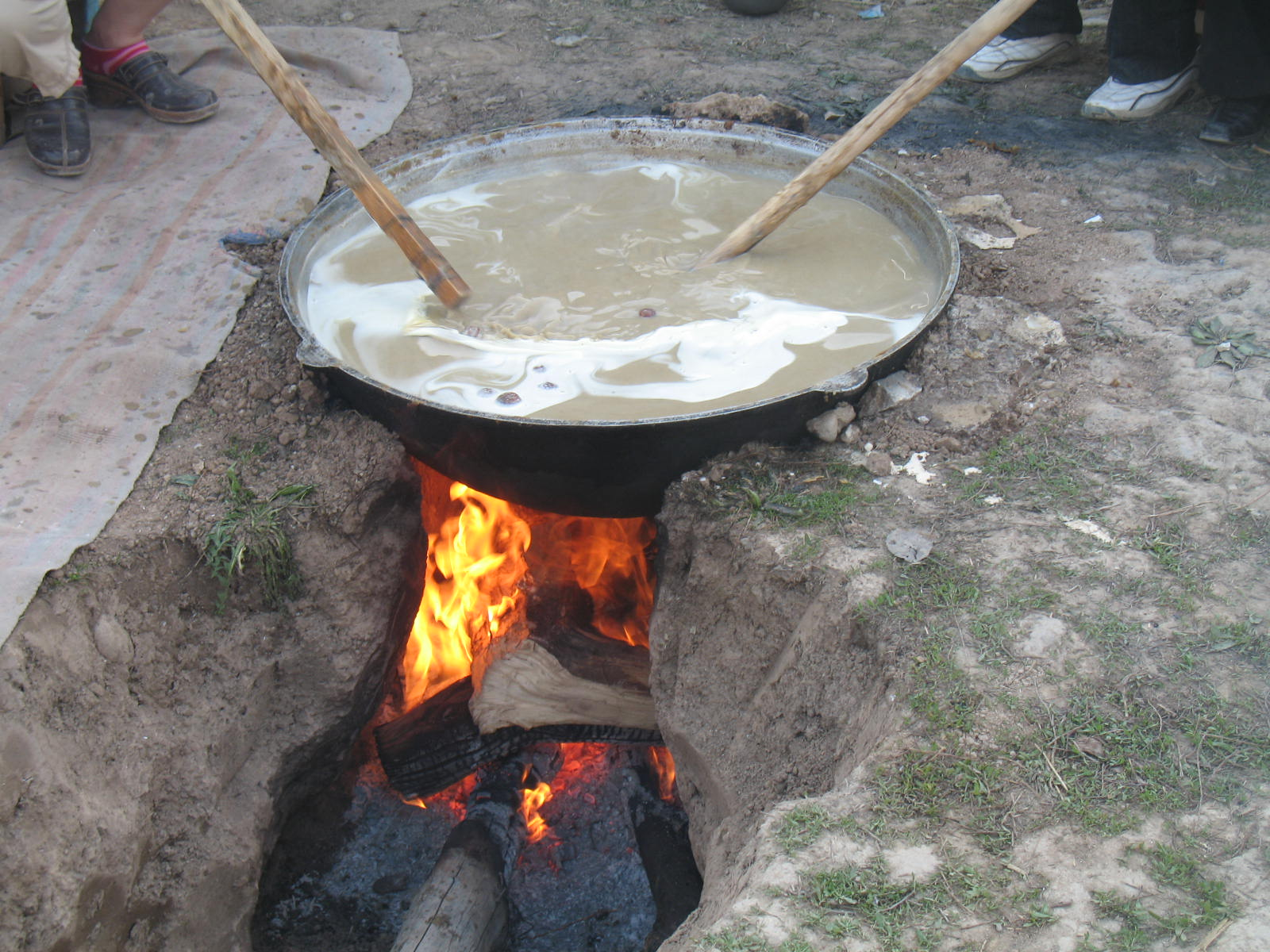
سوملک (سمنو)پزی در قرقیزستان

عید نوروز در قرقیزستان تنها یک روز آن هم در روز اول یا دوم فروردین ماه است که به ۲۹ روز یا ۳۰ روز بودن اسفند بستگی دارد. اگر اسفند ۲۹ روز باشد اول فروردین و اگر ۳۰ روز باشد در روز دوم فروردین برگزار می‌شود. تا قبل از فروپاشی شوروی سابق این مراسم به دست فراموشی سپرده شده بود ولی پس از فروپاشی دوباره حیات یافت و هر ساله با شکوهتر از سال قبل برگزار می‌شود.
مراسم جشن این روز را در شهرها دولت تدارک می‌بیند و در روستاها بزرگان و ریش سفیدان در برگزاری آن دخالت دارند. در شهرها در میدان‌ها بزرگ و در روستاها در بیابان‌های اطراف این جشن برگزار می‌شود.
در قرقیزستان در این روز پختن غذاهای معروف قرقیزی مثل (بش بارماق) مانته برسک و کاتما مرسوم است که به صورت رایگان بین حاضران در جشن پخش می‌شود.
در قرقیزستان در این روزافزون بر جشن برگزاری یکسری مسابقات از قبیل سوارکاری و غیره نیز مرسوم است و به گونه چشمگیری در این روز مسابقات دنبال می‌شود و جوایز ارزنده‌ای به نفرات برتر داده می‌شود.

## نوروز در قزاقستان

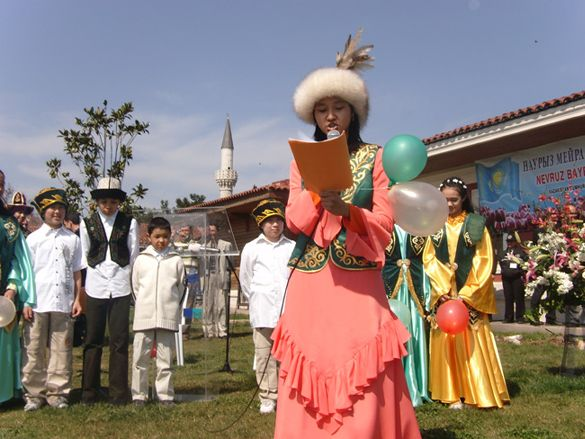
نوروز در قزاقستان

در دوران شوروی (سال ۱۹۲۶) نوروز به عنوان جشن بیگانه از سوی حزب کمونیست ممنوع اعلام شد و تنها بعد از ۶۲ سال یعنی در سال ۱۹۸۸ دیگربار به آغوش این سرزمین برگشت. با کسب استقلال قزاقستان، رئیس‌جمهور این کشور در ۱۵ مارس سال ۱۹۹۱ ضمن صدور یک فرمان، نوروز را جشن ملی قزاقستان اعلام کرد.
مردم قزاقستان نوروز را اعتدال بهاری می‌دانند و بر این باورند که در این روز ستاره‌های آسمانی به نقطه ابتدایی می‌رسند و همه جا تازه می‌شود و روی زمین شادمانی بر قرارمی‌شود. همچنین قزاق‌ها معتقدند که نوروز آغاز سال است و در میان آنان عبارات زیبایی دربارهٔ نوروز وجود دارد. نوروز روزی است که یک سال منتظرش بوده‌اند نوروز روزی است که خیر بر زمین فرود آمده و بالاخره نوروز روزی است که سنگ نیلگون سمرقند آب می‌شود:
در شب سال تحویل تا شب قزیر صاحبخانه دو عدد شمع در بالای خانه‌اش روشن می‌کند و خانه‌اش را خانه تکانی کرده و چون مردم قزاق باور بر این دارند که تمیز بودن خانه در آغاز سال نو باعث می‌شود افراد آن خانه دچار بیماری و بدبختی نشوند آنان بر این مسئله ایمان دارند و آن را هر ساله رعایت می‌کنند.
در شب نوروز دختران روستایی قزاق با آخرین گوشت باقی‌مانده از گوشت اسب که سوقیم نام دارد غذایی به نام اویقی آشار همراه با آویز می‌پزند و از جوان‌هایی که دوستشان دارند پذیرایی می‌کنند. آنان نیز در قبال آن به دختران آینه و شانه و عطر هدیه می‌کنند که آن را سلت اتکیتر می‌نامند و به معنی علاقه‌آور می‌باشد.
در عید نوروز جوانان یک اسب سرکش را زین کرده و عروسکی که ساخته دست خودشان است با آویز زنگوله‌ای به گردنش در ساعت سه صبح که ساعتی معین از شب قزیر است رها نموده تا از این طریف مردم را بیدار نمایند. عروسک در حقیقت نمادی از سال نو است که آمدن خود را سوار بر اسب به همه اعلام می‌کند.
نوروز برای قزاق‌ها بسیار مقدس بوده و اگر در این روز باران یا برف ببارد آن را به فال نیک گرفته و معتقدند سال خوبی پیش رو خواهند داشت. در عید نوروز مردم لباس نو و سفید به تن می‌کنند که نشانه شادمانی است. دید و بازدید اقوام در این ایام با زدن شانه‌ها به یکدیگر از آیین و رسوم مردم قزاق در ایام عید نوروز می‌باشد، همچنین پختن غذایی به نام نوروزکوجه (کوجه = آش) که تهیه آن به معنی خداحافظ با زمستان و غذاهای زمستانی است و از هفت نوع ماده غذایی تهیه می‌شود در این ایام جزو آیین و رسوم این سرزمین می‌باشد.
مسابقات معروفی نیز در ایام نوروز در قزاقستان برگزار می‌شود که از مهم‌ترین آنان می‌توان به (قول توزاق) اشاره نمود که بین گروه‌های مرد و زن برگزار می‌شود. اگر برنده زن‌ها باشند قزاق‌ها معتقدند آن سال خوب و پربرکتی است اگر مردها پیروز شوند آن سال نامساعد خواهد بود. از دیگر مسابقات می‌توان به کوکپار برداشتن بز از مکانی مشخص توسط سواران، آودار یسپاق، قیزقوو و آلتی باقان اشاره نمود.
در عصر نوروز نیز مسابقه آیتیس آغاز می‌شود که مسابقه شعر و شاعری است.

## نوروز در بلغارستان

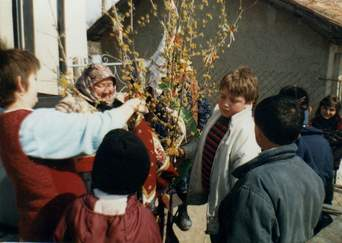
جشن نوروز در بلغارستان

در بلغارستان به ویژه تاتارهای کریمه نوروز را جشن می‌گیرند اما بعضی خانواده‌ها خودشان این عید را جشن می‌گیرند

## نوروز در زنگبار
در زمان‌های کهن گروه بزرگی از شیرازیان به زنگبار در کرانه‌های شرقی قاره آفریقا کوچیدند و آیین‌های ایرانی مانند نوروز را نیز با خود به همراه بردند. جشن نوروز در زنگبار «نوروزی» نامیده می‌شود و هنوز جشنی شناخته شده است.

## نوروز در مصر
قبطیان مصر نیز جشنی سالانه به‌نام نیروز دارند که به عربی به آن النیروز می‌گویند. این جشن هر سال در اول پائیز برگزار می‌شود و روز آغاز سال در تقویم قبطیان است. در مورد سابقه این جشن برخی معتقدند که یادگاری از دوره تسلط هخامنشیان بر مصر است، اگر چه خود قبطیان آن را مربوط به مصر باستان می‌دانند.

## نوروز در ژاپن
اعتدال بهاری یا شومبون نوهی (به ژاپنی: 春分の日 Shunbun no Hi) یکی از تعطیلات عمومی در ژاپن است.
. شومبون نو هی، روز اعتدال شب و روز در فصل بهار در ژاپن است که معمولاً مصادف با بیستم یا بیست و یکم ماه مارس است. ژاپنی‌ها از قدیم بر این باور بوده‌اند که در روز اعتدال بهاری طبیعت تغییر کرده و حیات دیگری پیدا می‌کند. این روز همان اولین روز سال نو و اولین روز عید نوروز در ایران است.
از نظر دین بودایی وقتی انسان می‌میرد به ساحلی که دور از ماست و هیگان نام دارد کوچ می‌کند و از رنج‌ها و مشقت‌های ساحل دنیایی رهایی می‌یابد. پس در تفکر بودایی روز هیگان روز زنده شدن مجدد طبیعت و نشانی از زنده شدن مجدد انسان و رسیدن به آن ساحل دوردست است. ژاپنی‌ها در قدیم معتقد بودند که چون در روز «شومبون نوهی» طول روز و شب برابر است مردم این ساحل یعنی زندگان می‌توانند با مردم آن ساحل یعنی مردگان معاشرت داشته باشند. به همین دلیل مراسمی برگزار می‌کردند که هنوز در بعضی از استان‌های ژاپن پابرجاست. هدف از برگزاری شاد کردن روح رفتگان و زنده کردن یاد آنهاست. همچنین آنها آیین مشابهی در فصل اعتدال پائیزی دارند که در ایران سرمیزان یا مهرگان نام داردو در قدیم از ابتدای مهر تا ۱۶ مهر برگزار می‌شده است. این جشن را در ژاپن «بُن» یا ابن اُبن می‌گویند. برابر مجله دریای پارس ۱۳۹۴ جشن «ابن» مشابه چراغ برات در ایران و خراسان است. امروزه عموماً چراغ برات را همزمان در نیمه شعبان برگزار می کننداما در بعضی مناطق هنوز هم در مهر ماه برگزار می‌شود. این آیین‌ها در طول هزاره‌ها دچار تغییراتی شده است ولی اصولاً به چرخش خورشید و اعتدال بهاری و پاییزی ربط داشته است. امروزه چند نفر از صاحب نظران در سالهای اخیر زادگاه بودا را ایران می‌دانند.
- غذاهای سنتی: در بعضی از معابدشیتو و بودایی به مناسبت این ایام مراسمی برگزار می‌شود و در این مراسم به حضار غذای مخصوصی به نام «شوجین ریوری» خیرات می‌کنند. در این غذا گوشت بکار نمی‌رود چون در آیین بودا کشتن حیوانات زنده نکوهیده است. در روز هیگان یک نوع شیرینی نیز خورده می‌شود که بوتاموچی می‌گویند. این شیرینی از برنج، لوبیای قرمز و شکر درست می‌شود. بعضی از مردم بوتاموچی را شیرینی ای خوش‌یمن می‌دانند چون در آن لوبیای قرمز به کار رفته است. یک ضرب‌المثل ژاپنی می‌گوید: «تانا کارا بُوتامُوچی» یعنی از تاقچه به‌طور تصادفی بوتاموچی به طرف کسی بیفتد و مفهوم آن روی آوردن شانس خوب به کسی است.[۳۰]
- نوروز در کیش شینتو

## نوروز در روسیه
در هر حال اینک جشن‌های ویژهٔ نوروز در جمهوری فدراتیو روسیه به عامل وحدت بخش در میان اقوام مختلف ساکن این کشور تبدیل شده است. نوروز بین تاتارها جشن سال نو بر مبنای تقویم خورشیدی و شادمانی برای آغاز فصل بهار است. نماد این جشن سبز شدن جوانه گندم می‌باشد. به این منظور ۱۵ روز پیش از نوروز دانه‌های گندم کاشته می‌شود و زمانی که این جوانه سبز سر از خاک دربیاورد، نشانهٔ آغاز سال نو خورشیدی یا جشن بهار است و سپس از همین جوانه‌های گندم غذای مخصوص نوروزانه که سومالیاک نام دارد، روز عید پخته می‌شود. بسیاری از سنت‌های این جشن بین تاتارها با عدد هفت مرتبط است. سفرهٔ عید هفت عنصر دارد، غذاهای روی میز هفت خوردنی است و همچنین از جمله سنت‌های مرتبط در این جمهوری برگزاری جشن و پایکوبی، گردش عمومی، خواندن آوازهای محلی و پریدن از روی آتش است

## نوروز در سوریه
مراسم عید نوروز در سوریه از اهمیت ویِژهای برخوردار است. البته عمده این مراسم توسط کردهای سوریه که به نوروز اهمیت خاصی میدهند، برگزار میشود. آداب و رسوم کردهای سوریه شباهت بسیاری به آداب و رسوم کردهای لبنان دارد. مردم کرد سوریه نیز همزمان با نخستین روز بهار و نو شدن طبیعت به دشت و صحرا میروند و به جشن و پایکوبی میپردازند. بواسطه حساسیتهای قومی برگزاری مراسم نوروز توسط کردها زیر نظر شدید دستگاههای امنیتی سوریه برگزار میشود کردهای سوریه نیز همانند کردهای لبنان نوروز را به دو معنا تفسیر میکنند.

## نوروز در چین
دو جشن اصلی تاجیک‌های سین‌کیانگ، نوروز (سال نوی ایرانی) و جشن پیلیک است. درست قبل از شروع جشن نوروز یا «چِد چادِر» (در زبان سریکالی به معنی نظافت خانه)، خانواده‌ها با جدیت خانه‌های خود را تمیز می‌کنند و بر روی دیوارهای داخلی پوتوک (آرد گندم) می‌پاشند تا سالی موفق داشته باشند. هر خانواده به مناسبت نوروز یک کیک می‌پزد تا با مهمانان به اشتراک بگذارد. از میهمانان با پاشیدن مقداری پوتوک (آرد گندم) روی شانه راستشان پذیرایی می‌شود.

## چهارشنبه سوری و نوروز در خارج از حوزه جغرافیایی نوروز

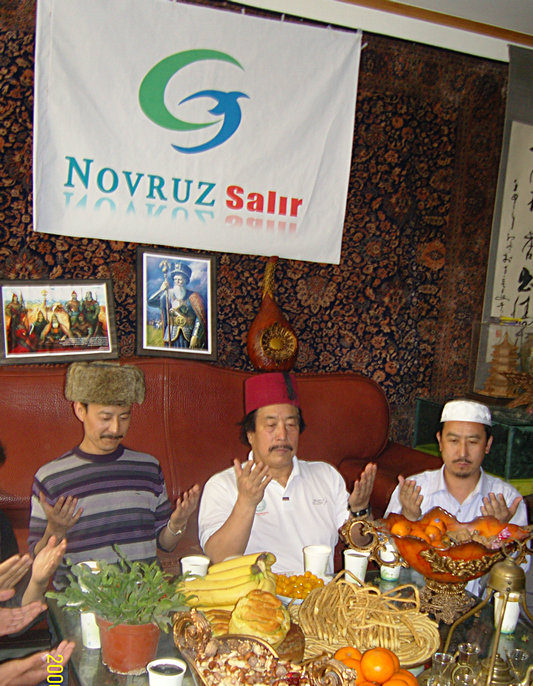
مردم سالار در حال دعا و برپایی آیین نوروز در چین

ایرانیان بیرون از ایران به ویژه در اروپا و آمریکا و کانادا چند دهه است که جشن‌های نوروزی را از جمله چهارشنبه سوری به صورت گروهی برگزار می‌کنند.
از دوره بوش رؤسای جمهور آمریکا هر سال پیام نوروزی برای ایرانیان می‌فرستند. در روز چهارشنبه سوری ۱۳۹۳ برای اولین میشل اوباما در مراسم سفره نوروزی کاخ سفید سخنرانی کرد و باراک اوباما در پیام خود گفت:
«با درود، نوروزتان مبارک و پیروز.

هفته پیش همسر من میشل کمک کرد تا در اینجا نوروز را جشن بگیریم.

این جشن بزرگداشتی بود برای فرهنگهای گوناگون، غذا، موسیقی و دوستی جوامع مهاجری که هر روزه خدمات فوق‌العاده‌ای در ایالات متحده ارائه می‌کنند.»
- جشن بهارانه چین - بی‌بی‌سی
- جشن بهارانه چین - بی‌بی‌سی ۲
- وبگاه سال نو چینی (نوروز چین) بایگانی‌شده  در ۱۵ مارس ۲۰۰۸ توسط Wayback Machine

## نگارخانه

نوروز ۲۰۲۱ در ایران
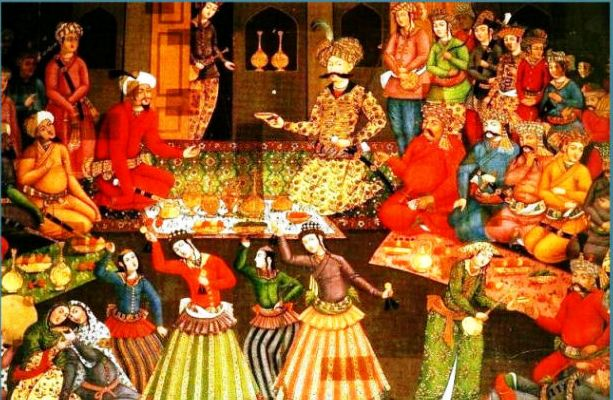
نوروز در زمان شاه عباس
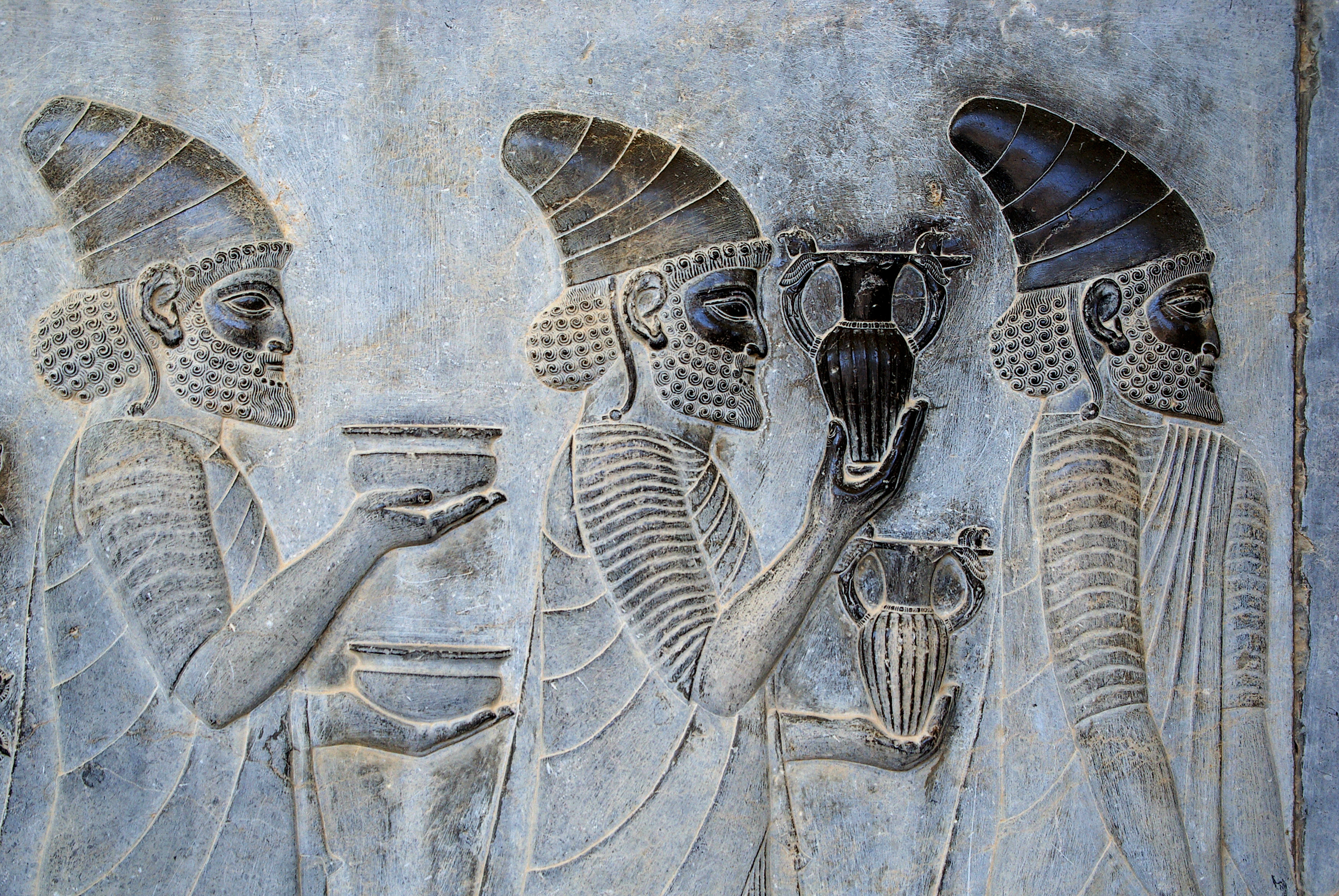
نوروز در تخت‌جمشید
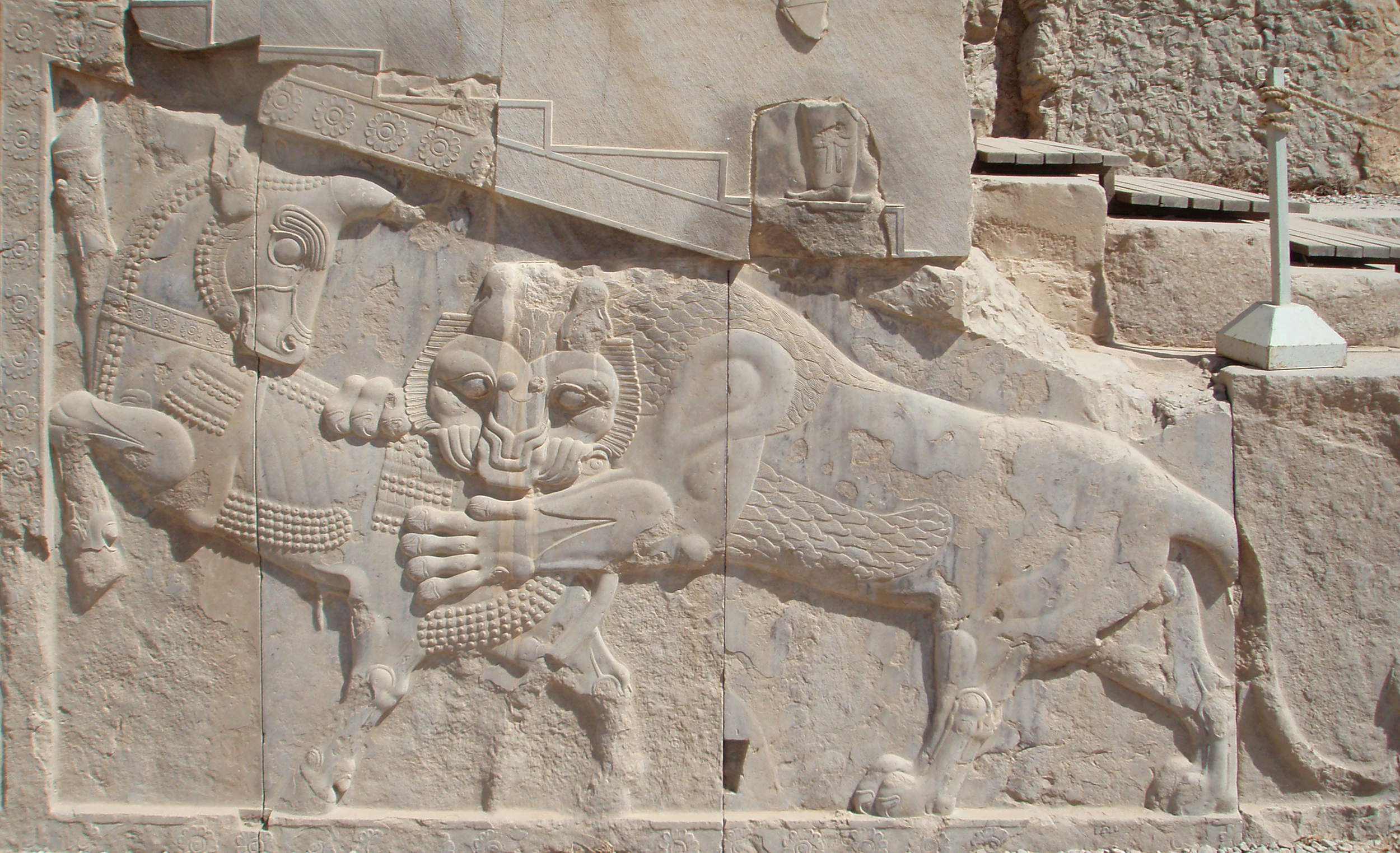
نوروز زرتشتیان
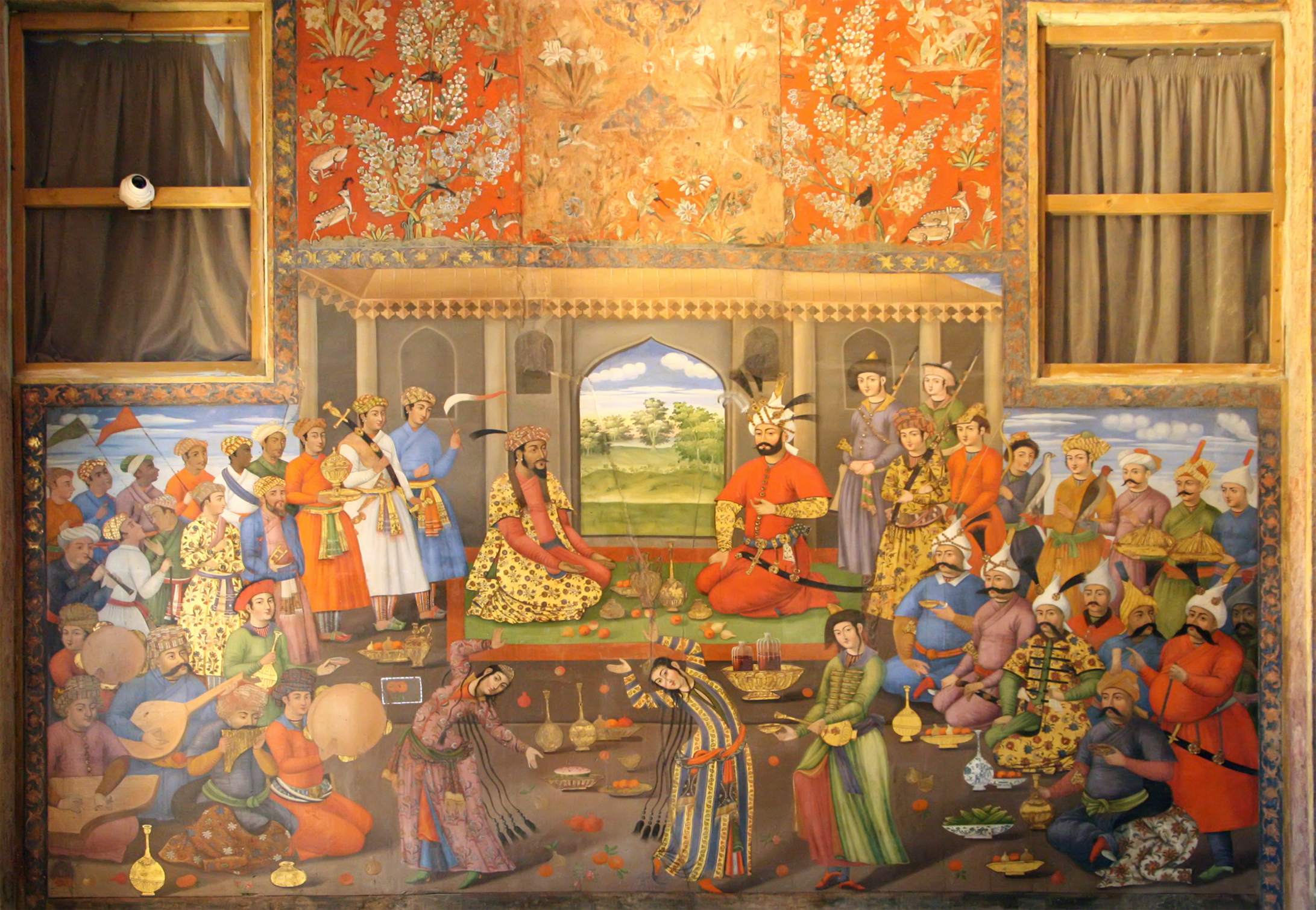
نوروز
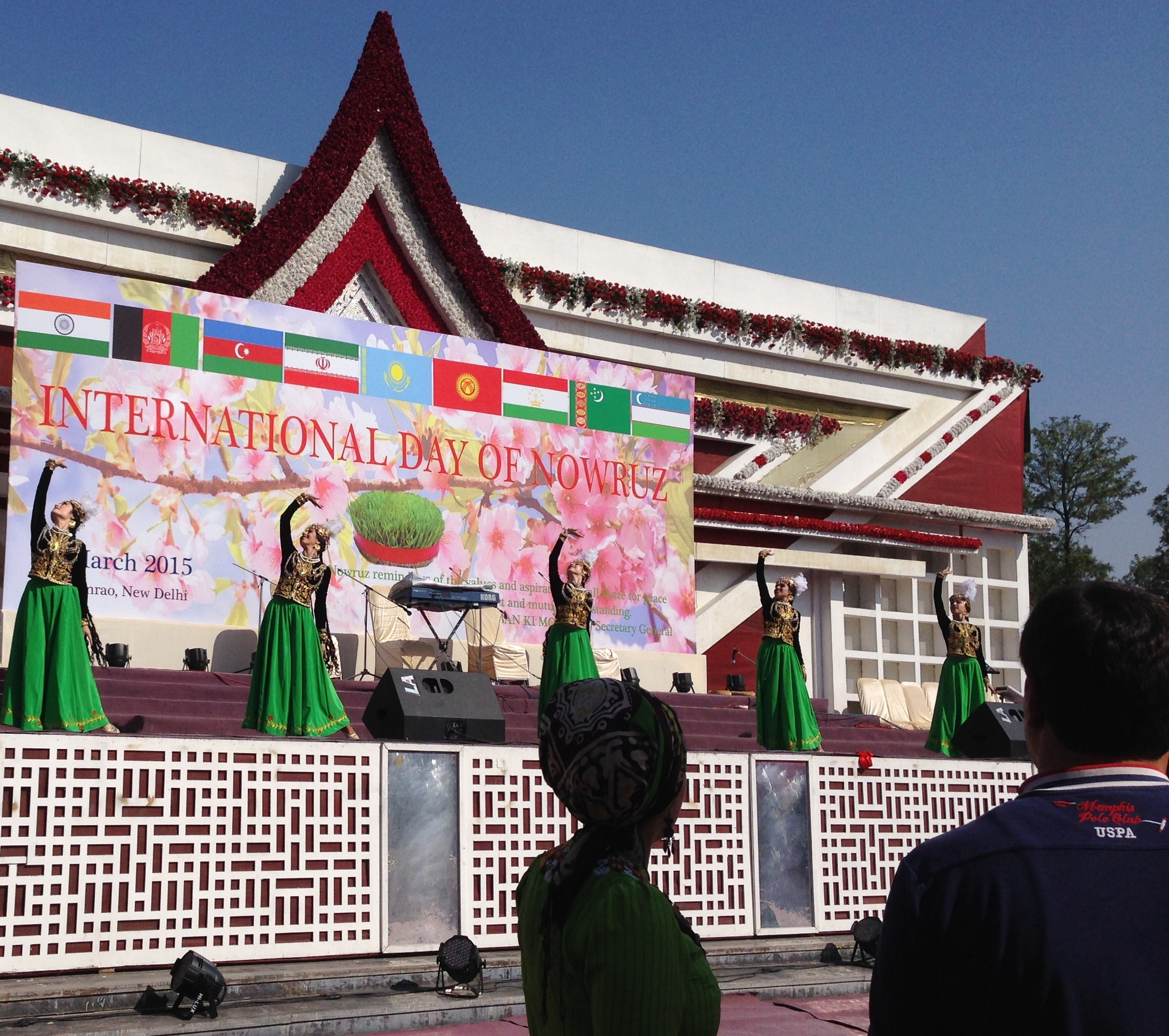
نوروز ۲۰۱۵
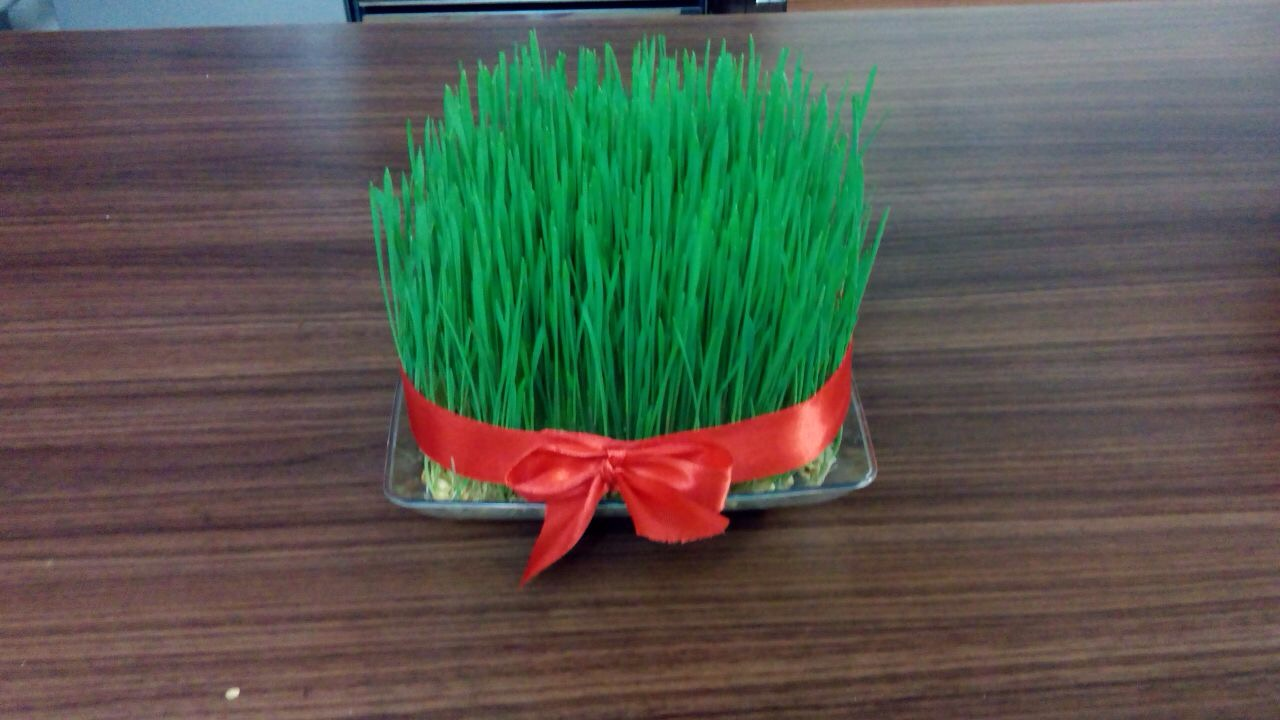
سبزه
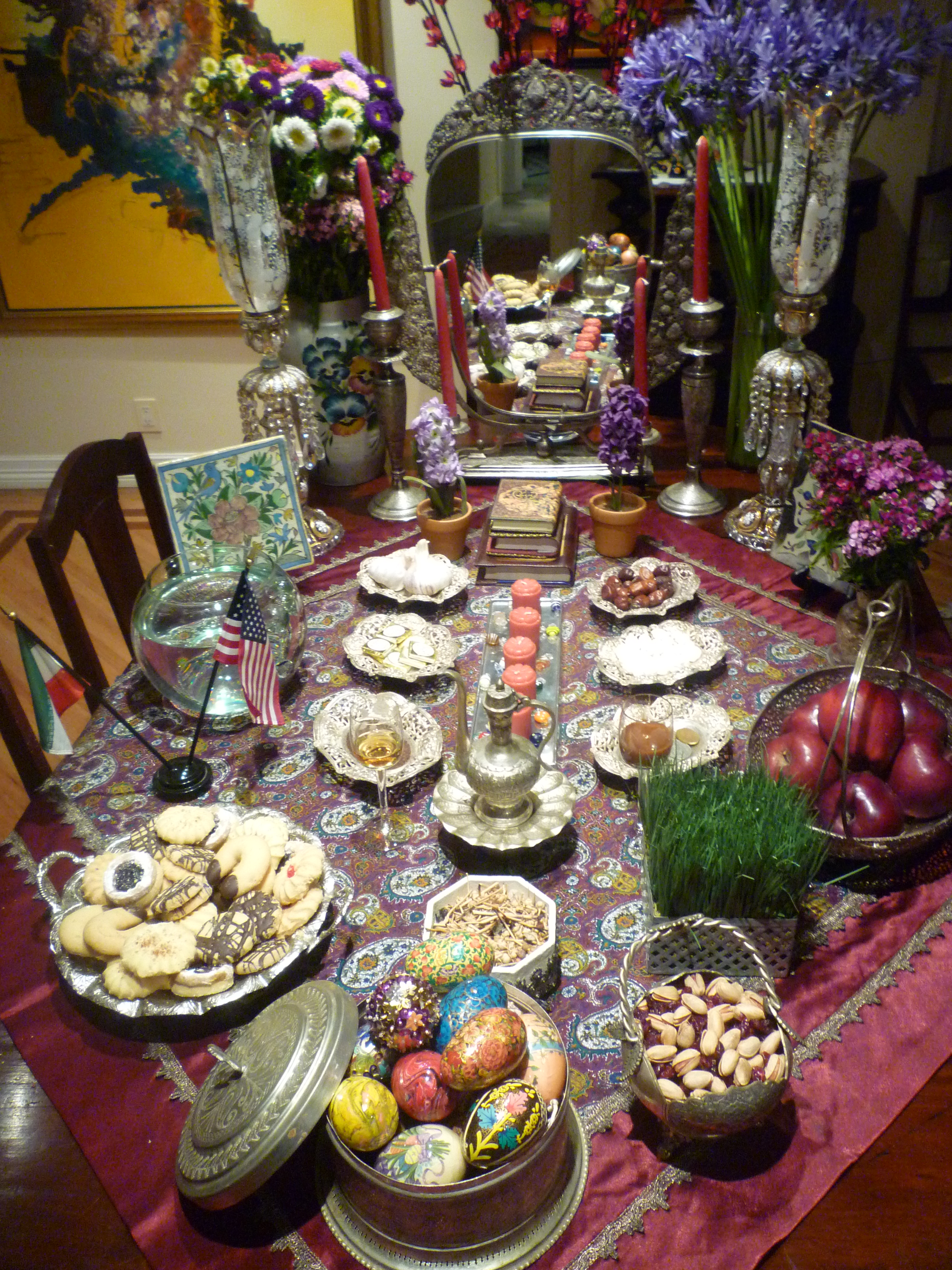
سفره هفت‌سین ایرانی
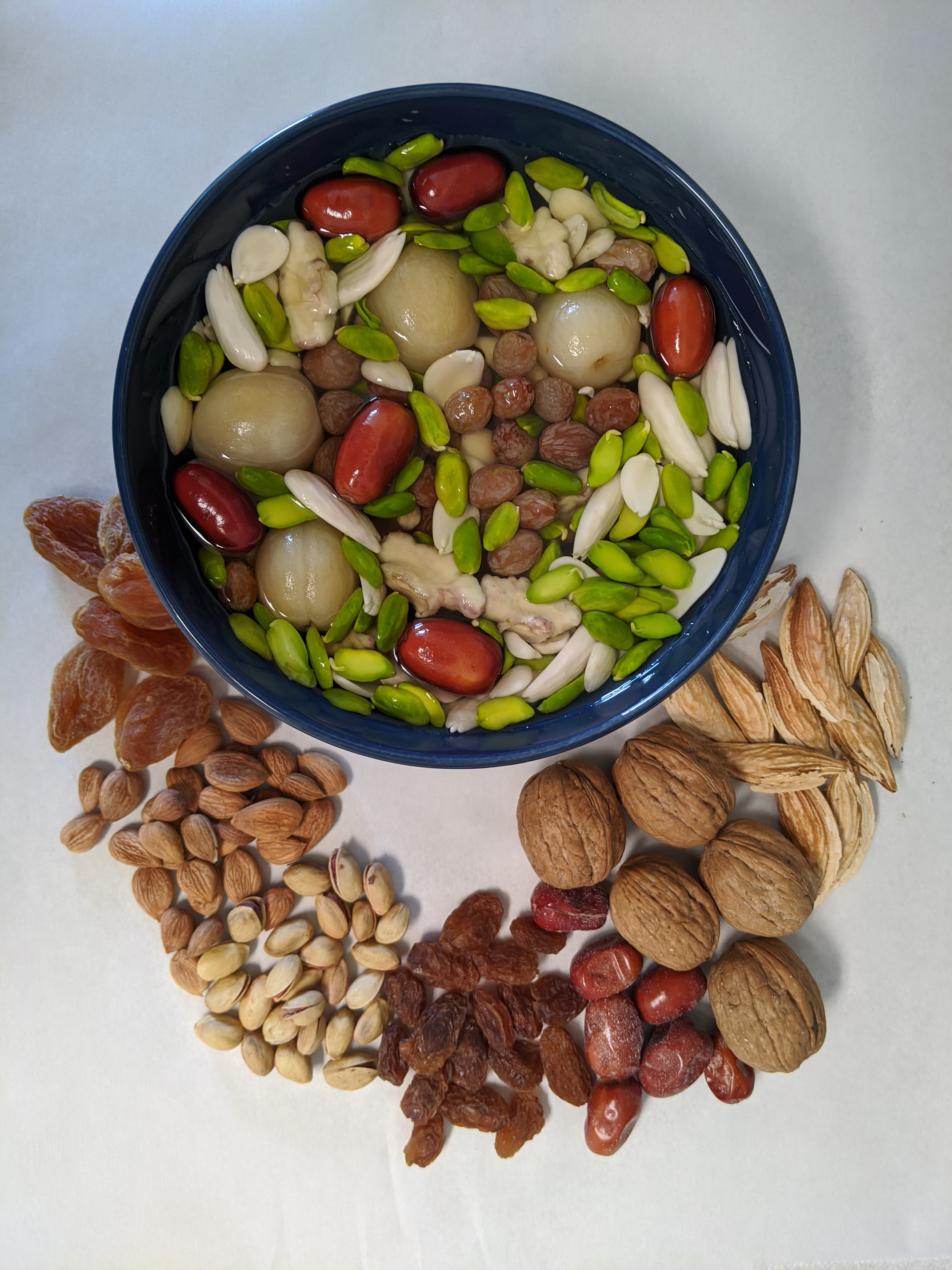
هفت میوه
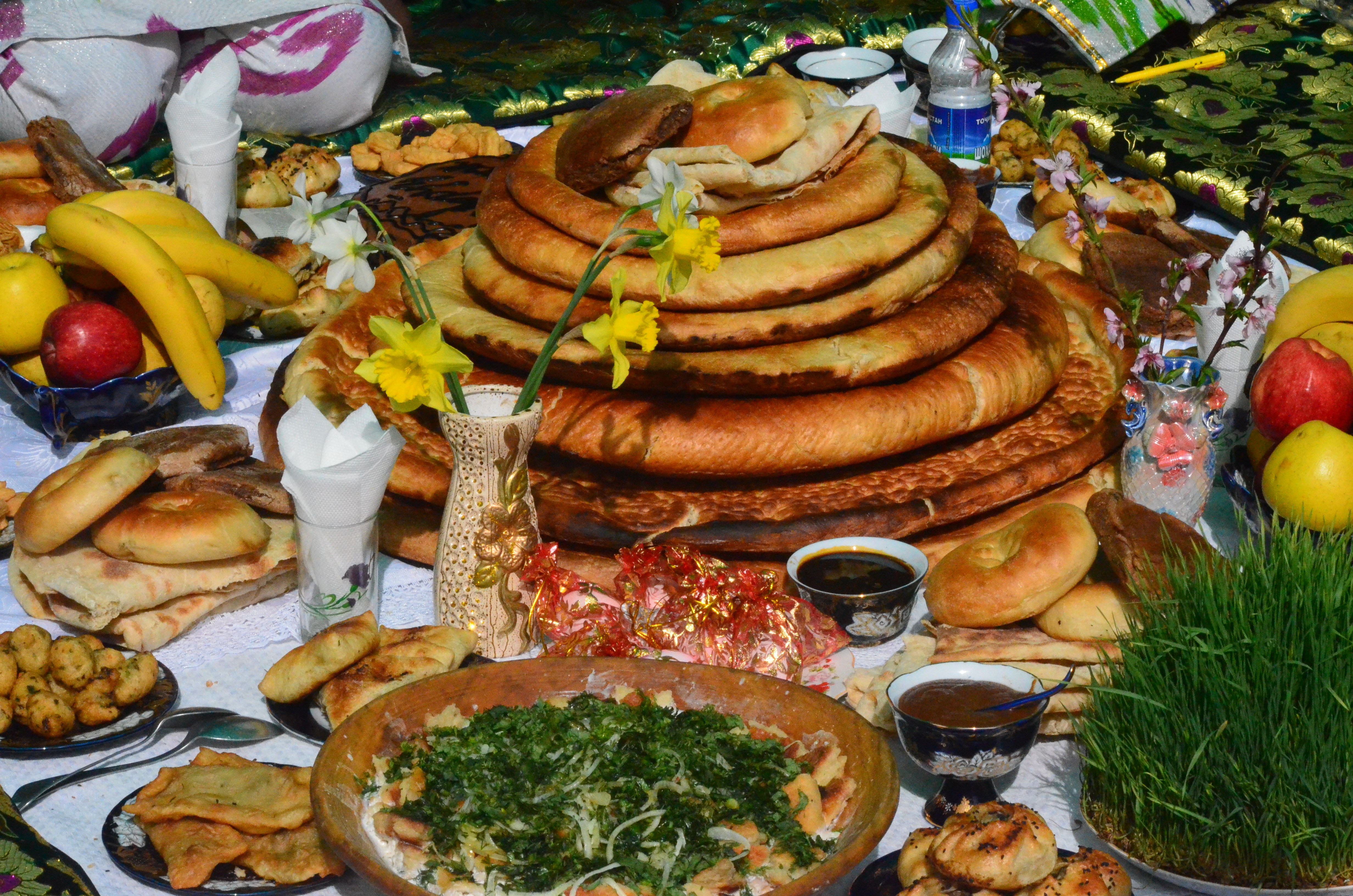
میز نوروز در تاجیکستان
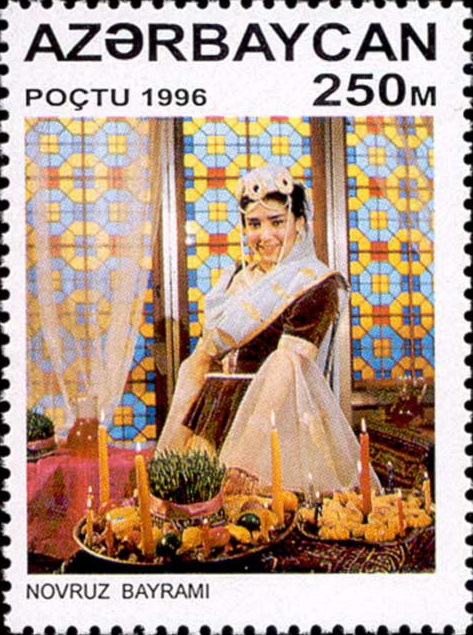
سفره هفت‌سین، در تمبر پستی جمهوری آذربایجان
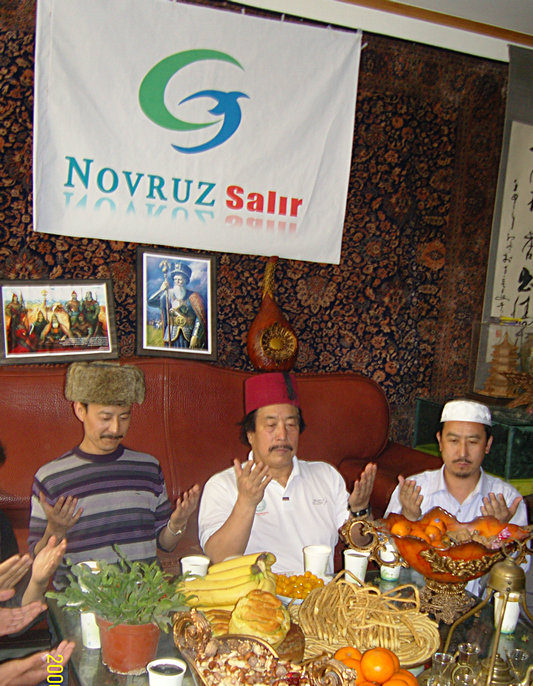
مردم سالار در مراسم نوروز، چین